# Histoire du mètre

En 1791, l'unité de mesure universelle de longueur est prise égale à « la dix-millionième partie du quart du méridien terrestre ».

L'histoire du mètre retrace au cours du temps l'émergence, puis l'adoption en 1795 d'une nouvelle unité universelle de longueur au sein d'un système cohérent, unifié et simplifié d'unités, le système métrique qui devient en 1960 le système international d'unités.
Devant la profusion des unités de poids et mesures existant dans tous les pays d'Europe au Moyen Âge, source d'inéquité entre habitants, un mouvement se dessine dès le milieu du XVIe siècle pour trouver une mesure universelle au sens de « commune aux peuples européens ». Deux voies sont possibles : le chemin de la nature, à savoir un lien avec la Terre, et par ailleurs le chemin du calcul, c’est-à-dire celui d’un pendule. Isaac Beeckman en 1631, Christian Huygens en 1661, puis Christopher Wren en 1664, John Wilkins en 1668, l’abbé Picard en 1669 et Tito Livio Burattini en 1675 sont, au XVIIe siècle, les premiers à proposer de choisir comme unité universelle la longueur du pendule battant la seconde. Au XVIIIe siècle, La Condamine en 1747 et Nicolas de Condorcet en 1774 en sont également partisans, mais l’idée de créer un nouveau système décimal de mesure basé sur la circonférence de la Terre, proposée pour la première fois par Gabriel Mouton en 1670 l’emporte, notamment avec les divers travaux géodésiques réalisés à cette période.
Le 9 mars 1790, Talleyrand propose à l’Assemblée nationale un « Mémoire sur la nécessité de rendre uniformes dans tout le Royaume, toutes les mesures d’étendue et de pesanteur ». L'Académie des sciences ne veut pas introduire une autre dimension, le temps, dans la définition de l’unité de longueur. Le choix se porte donc, en 1791, sur la dix-millionième partie du quart du méridien terrestre qui prend en 1792 officiellement le nom de mètre et en 1793 pour valeur provisoire 3 pieds et 11,44 lignes de Paris. La loi du 18 germinal an III (7 avril 1795) institue le système métrique décimal, avec le mètre comme unité principale. En 1799, après la mesure d'un arc de méridien entreprise par Jean-Baptiste Delambre et Pierre Méchain entre Dunkerque et Barcelone, la longueur définitive du mètre est arrêtée à 3 pieds 11,296 lignes de la « toise de l’Académie ». Sur cette base sont construits deux mètres étalons en platine et douze mètres étalons en fer qui sont distribués aux savants étrangers invités à Paris par Talleyrand. Toutefois, il était à l'origine également prévu de dématérialiser la définition du mètre en comptant le nombre de vibrations que ferait un pendule d'un mètre de long durant un jour (86'400 secondes), sous vide, au niveau de la mer, à la température de la glace fondante et à la latitude de 45°.
Le remplacement de l'étalon du yard après l'incendie du parlement britannique en 1834 marque l'abandon définitif des tentatives de dématérialiser une unité de longueur au moyen du pendule, car les étalons s'avèrent plus fiables. Dans la seconde moitié du XIXe siècle, des comparaisons minutieuses avec plusieurs toises étalons montrent, grâce aux progrès de la thermométrie,, que le Mètre des Archives n'est pas exactement égal à 443,296 lignes de la toise du Pérou, mais, en chiffres ronds, plus court de 1/75 000 de cette longueur, soit d'environ 0,013 millimètre. De plus, nous savons aujourd'hui que la longueur du mètre est trop courte de 0,197 millimètre en comparaison de ce qu'elle aurait dû être selon la définition initiale du mètre, principalement en raison de l'absence de prise en compte d'une déviation de la verticale à l'extrémité sud de la mesure de la longueur du méridien terrestre par Delambre et Méchain,.
L'Organisation météorologique internationale est un exemple illustrant le rôle des premières associations scientifiques internationales dans la création du Bureau international des poids et mesures (BIPM). Ainsi, Heinrich von Wild, son premier président, est délégué par la Russie à la Commission internationale du mètre en 1870, à la Conférence diplomatique de 1875 et, après la signature de la Convention du mètre, au Comité international des poids et mesures (CIPM), qui est présidé par le géodésien espagnol Carlos Ibáñez e Ibáñez de Ibero jusqu'en 1891, puis après la mort de ce dernier par l'astronome allemand Wilhelm Foerster. Carlos Ibáñez e Ibáñez de Ibero est également l'un des 81 membres fondateurs de l'Institut international de statistique (ISI), il représente son pays à la première session de cette société scientifique à Rome en 1887,. Depuis la définition originale du mètre, chaque fois qu'une nouvelle mesure est effectuée, avec des techniques, des méthodes ou des instruments plus précis, on dit que le mètre est basé sur une erreur de calcul ou de mesure. Lorsque Carlos Ibáñez e Ibáñez de Ibero,  participe à l'extension de la mesure de la méridienne de Delambre et Méchain, les mesures de la Terre soulignent l’importance de la méthode scientifique à une époque où les statistiques sont mises en œuvre en géodésie. 
L'étalon en platine est remplacé en 1889 par un étalon en alliage de platine et d'iridium. 30 prototypes sont fabriqués, parmi lesquels le prototype international est choisi et déposé dans les locaux du BIPM, le pavillon de Breteuil à Sèvres. Les autres prototypes sont envoyés aux pays signataires de la Convention du mètre en 1875. Les États-Unis, qui ont adopté le mètre au début du siècle à l'initiative de Ferdinand Rudolph Hassler pour leur cartographie, reçoivent le numéro 27. 
En collaboration avec l'Association Géodésique Internationale créée pour mesurer la Terre, le Bureau International des Poids et Mesures devient le centre de référence mondial pour la mesure des bases géodésiques grâce à la découverte de l'invar, un alliage de nickel et de fer avec un coefficient de dilatation thermique proche de zéro,.
A l'Exposition Universelle de 1889, la société Brunner frères expose un pendule réversible conçu par Gilbert Étienne Defforges. En 1892, ce dernier mesure la valeur de la pesanteur au BIPM. En 1901, la troisième Conférence générale des poids et mesures (CGPM) confirme une valeur de 980,665 cm/s2 pour l'accélération normale de la pesanteur terrestre. Le BIPM est initialement chargé, sous la supervision du CIPM, de la conservation des prototypes internationaux d'étalons de mesure, ainsi que de leur comparaison et de leur étalonnage avec les prototypes nationaux. Cependant, le BIPM se réoriente progressivement vers l'étude des constantes physiques, qui constituent la base de la redéfinition du Système international d'unités de 2018-2019.
Ainsi, la définition du mètre évolue dans le temps pour tenir compte des besoins toujours plus grands de précision en matière de mesures et de l'évolution des connaissances scientifiques. Les techniques d'interférométriques permettent de s'affranchir du support matériel. Une définition est donnée à partir de l'atome de krypton 86 (86Kr) en 1960, lors de la création du système international d'unités, puis à partir de la vitesse de la lumière en 1983. En 2018 une réforme de fond lie toutes les unités du système aux constantes fondamentales. Le mètre était déjà lié implicitement à une constante, la vitesse de la lumière, mais la définition devient désormais explicite, à savoir que c'est une relation qui définit l'unité.
En 2025, est commémoré le cent-cinquantième anniversaire de la Convention du mètre.

## Mesures de longueur pré-métriques en Europe occidentale (de l'Antiquité auXVIIesiècle)

### Antiquité

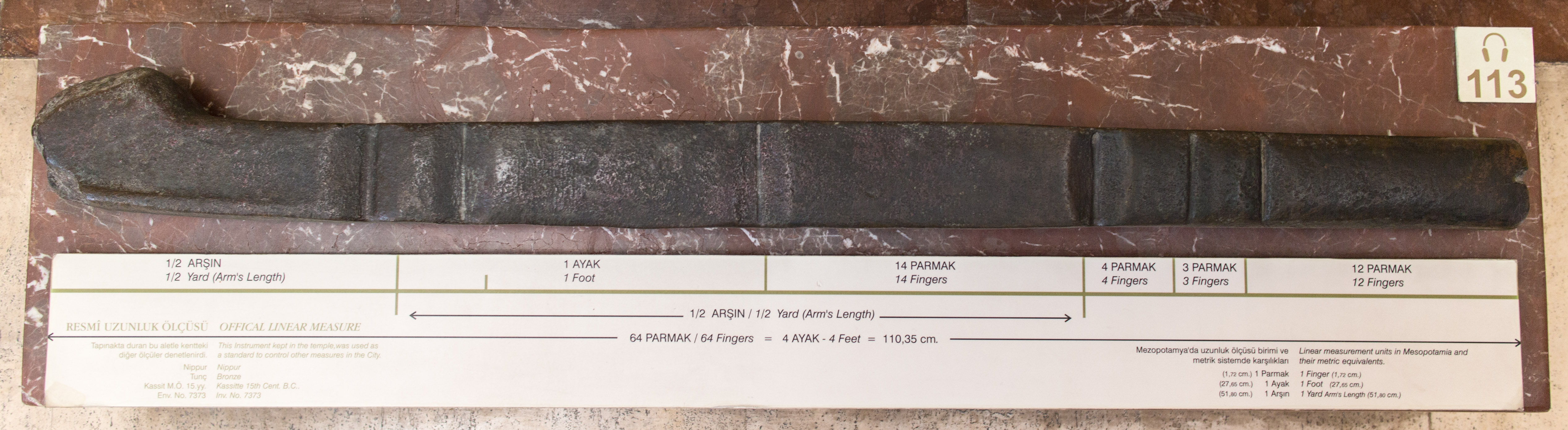
Coudée de Nippur

La coudée de Nippur est l'une des plus anciennes unités de longueur connue. Comme son nom l'indique, avant l'invention du mètre pendant la Révolution française, beaucoup d'unités de longueur étaient basées sur des parties du corps humain. Le plus ancien étalon de longueur en métal connu correspond à cette unité sumérienne et date de 2650 ans avant notre ère. Il s'agit d'une barre de cuivre découverte à Nippur, sur les rives de l'Euphrate, qui est conservée au musée archéologique d'Istanbul,,.
Les archéologues considèrent que cette unité longue de 51,85 cm est à l'origine du pied romain. En effet, les Égyptiens divisent la coudée sumérienne en 28 doigts et 16 de ces doigts donnent un pied romain de 29,633 cm,.
Les Romains imposent les unités de mesures romaines dans tout leur empire. Jusqu'à Charlemagne, le système romain des poids et mesures est à peu près le seul usité dans les royaumes francs. Le pied romain est divisé en 4 palmes, en 12 pouces ou en 16 doigts. Une coudée romaine équivaut à 1,5 pied, un double pas à 5 pieds. Un mile contient 1 000 doubles pas ou 5 000 pieds. Une lieue romaine comprend 7 500 pieds romains,.

### Moyen Âge
Dans le nord de l’Europe, les pays Scandinaves subissent l’influence du système métrologique romain, mais aussi une influence mutuelle due à la proximité des langues et des cultures. L'Union de Kalmar (1397-1523) qui unifie les états Scandinaves renforce la cohésion des systèmes métrologiques. Du XIVe au XVIe siècle, l'Allemagne est une collection de nouvelles principautés constituées de dynasties locales qui étendent leurs territoires par une subtile politique de mariages. C’est ainsi que la dynastie des Habsbourg renforce sa position et sa puissance au-delà des frontières allemandes, mais ne parvient pas à unifier les droits métrologiques.

### Époque moderne: profusion des unités de mesures de longueur
Les guerres de religion favorisent peu l’harmonisation des poids et mesures. Les guerres, les jeux politiques et les dominations multiples s’opposent à l’unification des unités de mesure.

#### Allemagne
En Allemagne, le système linéaire est un système décimal ou duodécimal. Dans l’ancien Royaume de Wurtemberg, le système est décimal. Le pied  (fufi, fuss) est divisé en dix pouces (tolï). L’aune (elle) qui vaut deux pieds se divise en demi, quart, huitième et seizième. Elle suit une division binaire, alors que le pied suit une division décimale.
En Prusse, dans le Royaume de Hanovre, le système linéique est un système duodécimal. Le pied (fuss) est divisé en douze pouces (zoll) et chaque pouce se divise en douze lignes (Unie). À Hambourg, le pied est divisé en douze pouces et chaque pouce se divise en huit lignes. En Bavière, le système mélange les relations décimales et duodécimales. Le pied (fuss) est divisé en douze pouces (zoll), dix pieds forment une perche (rute). Un mille (meile) vaut 2600 perches (rute).

#### Italie
En Italie, le système métrologique dérive de l’ancien système romain. Pour la mesure des longueurs, l’unité principale est le pied (piede), qui se divise en douze onces (oncia) et chaque once se décompose en douze points (puncto). Le pied (piede) varie de 30 à 52 cm. Dans le nord de l’Italie, on utilise pour les transactions commerciales, le pied liprand (piede liprando), du nom du roi lombard Liutprand, et dont la valeur varie au cours des années de 46,8 cm à 51,37 cm, valeur de l’étalon conservé à l’Hôtel de Ville de Turin. Un étalon du pas (passeto architectonico) datant de 1842  mesure 67 cm. Pour les tissus, on emploie la brasse (braccio) de deux, trois ou quatre palmes (palmo), qui varie de 50 à 85 cm. En Toscane, l’étalon du braccio de Florence vaut 58,3626 cm. Dans le sud de l’Italie, on utilise en plus de la brasse, la canne (canna) de huit palmes. À Rome et dans le Latium, la canna mesure 84,8 cm. À Carrare, on utilise une palme pour les marbres de 24,93 cm. À Gênes, la palme vaut 24,83 cm et à Rome 25 cm. D’après le dictionnaire de Bouillet, le pas (passo) vaut 1,64 m à Florence et 1,97 m à Naples. Cagliari, le raso vaut 54,93 cm. À Turin, il est un peu plus grand (59,94 cm) et se divise en quatre onces.

#### Pays-Bas
Aux Pays-Bas, l’unité fondamentale est le pied (voet, 28,3 cm à Amsterdam). Il se divise en douze pouces (duim) et chaque pouce se divise en douze lignes. L’aune (el) vaut 1,5 pied, mais pour faciliter les conversions métriques, elle a été définie comme l’équivalent du mètre. La perche (roede) vaut dix aunes (el) et la brasse (vadem) des cartes marines vaut 1,699 m. Sa valeur a été fixée à deux yards (1,83 m). Originaire de Leyde, le mathématicien Willebrord Snell (1580-1626) a établi à l’aide de triangulations la distance entre deux villes (Alkmaar et Berg-op-Zoom) séparées d’un degré. Il trouva 34 710,6 roede, ce qui donne au pied (voet) une valeur de 31,3853 cm. Un décret royal du 8 février 1808 fixa la valeur de la perche (roede) à un équivalent de 3,766 m.

#### France

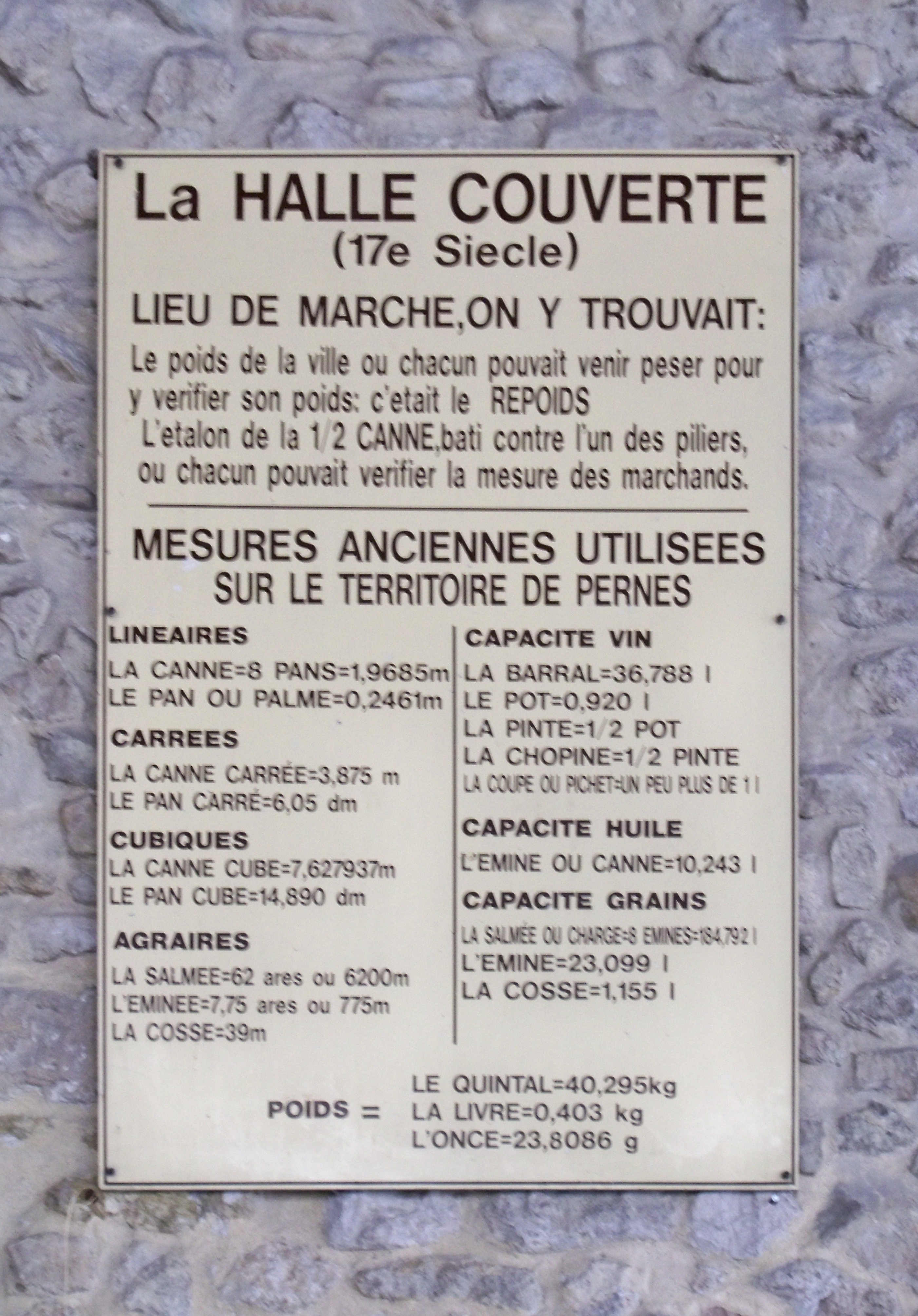
Tableau des unités de mesure utilisées au XVIIe siècle dans le marché couvert de Pernes-les-Fontaines, dans le sud-est de la France. Dans cette commune était utilisé un système basé sur la canne.

L'unité fondamentale est le pied de douze pouces, hormis en Lorraine, sans doute sous l’influence allemande, où le système est décimal. Jean Peltre, spécialiste de la métrologie agraire, cite l’ordonnance du 8 avril 1600 qui montre que le système décimal était en usage au XVIIe siècle. « Ordonnons que toutes toises, à quel usage de mesure elles doivent servir seront de 10 pieds, à 10 pouces le pied et 10 lignes au pouces, et les demis à l’équipollent selon les étalons et marques qui en sont à la Chambre des Comptes de Lorraine, pour par occurence y avoir recours ». Mais on rencontre aussi des systèmes mixtes qui mélangent les bases dix et douze et dans lesquels le pied se divise en douze pouces, le pouce en dix lignes et la ligne en dix points. Plus curieux est le système octal fondé sur la canne de Cahors (1,796 m) qui ne se rencontre que dans la région de Toulouse. La canne se divise en huit pans, le pan en huit pouces, le pouce en huit lignes et la ligne en huit points. La canne de Montpellier & du bas-Languedoc a six piés neuf lignes de longueur, & fait une aune deux tiers de Paris ; ainsi trois de ces cannes font cinq aunes de Paris. L’usage de la canne a été défendu en Languedoc & en Dauphiné par arrêt du conseil du 24 Juin & 27 Octobre 1687, suivant lesquels on ne peut se servir dans ces provinces, pour l’achat & vente des étoffes, que de l’aune de Paris au lieu de canne.
Au-delà du pied, on emploie la toise, la perche encore appelée verge, et l’aune, utilisée essentiellement pour la mesure des tissus. Les grandes distances s’expriment en lieues. Chaque région a son propre système et ses propres unités. La sentence de la Chambre des comptes du 28 août 1470 donne une définition précise du système bourguignon. Chaque lieue « doit contenir cinquante portées de longueur et chaque portée contient douze cordes, et chacune corde douze aulnes de Provins, et chacune aulne trente poulces, et le tout ramené à perches de neuf piedz et demi chacune perche, font 1894 perches, et deux piedz et demi pour l’aulne ».
En Lorraine, on ajoute au pied ou à la verge la semelle qui varie de 14 à 22 cm. On parle d’une longueur de trois verges et semel. Le rapport de la perche au pied est un rapport complexe qui varie selon les lieux et les époques. Dans l’édit royal de 1669, la perche des eaux et forêts vaut 22 pieds (7,146 m). Dans le duché de Bourgogne, aux XVe et XVIe siècles, la perche est de neuf pieds et demi. En Touraine, on emploie deux perches ou chaînées : l’une de 25 pieds qui mesure les terres, les prés et les vignes, l’autre de 22 pieds qui mesure les bois et se réfère à la perche royale ou perche des eaux et. forêts définie par l’édit d’août 1669.

## Le pendule, premier candidat pour un étalon universel auXVIIeetXVIIIesiècles
Devant la profusion des unités de poids et mesures existant dans tous les pays d'Europe au Moyen Âge et dans l'époque moderne, source d'inéquité entre habitants, un mouvement se dessine dès le milieu du XVIIe siècle pour trouver une mesure universelle au sens de « commune aux peuples européens ». Deux voies sont possibles : le chemin de la nature, d’une part, à savoir une référence à la Terre, et le chemin du calcul d’autre part, c’est-à-dire celui du pendule. Chacune de ces idées ne pouvait se développer qu'avec respectivement la connaissance de la mesure de la Terre d'une part et de la mesure du temps d'autre part.

### Principe du pendule
Concernant le pendule, l'idée de base est d'adopter comme norme de longueur la longueur d'un pendule qui bat exactement une seconde par oscillation. Un pendule de cette longueur est appelé pendule des secondes. Ce nom peut donner l'impression erronée que les secondes pouvaient être mesurées avec une telle précision à cette époque qu'une telle détermination était possible sur la base des oscillations individuelles. On peut se faire une meilleure idée de la précision de la mesure du temps à cette époque en notant que de nombreux textes décrivent un pendule qui effectue 3600 oscillations en une heure.

#### Isochronisme des petites oscillations
Galilée avait déjà remarqué, dès 1583, qu’un balancier que l’on fait osciller au bout d’un fil présente une caractéristique remarquable : la durée des oscillations est régulière et ne varie pas en fonction de l’amplitude du pendule, à condition toutefois que celle-ci reste faible ; c’est ce qu’on appelle l’isochronisme des petites oscillations. Christiaan Huygens constate que le pendule, à condition de faire rouler son fil de suspension sur une portion de cycloïde conserve une période constante même pour les oscillations de grande amplitude, ce qui le conduit à publier en 1673 son œuvre principale, Horologium Oscillatorium, sur les pendules et l'horlogerie. Ainsi les propriétés du pendule étaient assez bien connues à la fin du XVIIe siècle.

#### Évaluation de la longueur d'un pendule battant la seconde
Un pendule simple est constitué d’un fil (ou d’une tige fine) de longueur L, avec une masse (appelée « lentille ») à son extrémité. La formule (établie mathématiquement par Huygens en 1673) reliant la longueur L du pendule à sa période 𝑇 est :
{\displaystyle T=2\pi {\sqrt {\frac {L}{g}}}\qquad \qquad \qquad \,}où T est la période (temps d’une oscillation complète), L est la longueur du pendule et g la valeur normale de l'accélération de la pesanteur terrestre, qui a pour valeur 9,806 65 m/s2. En inversant la formule, on obtient {\displaystyle L={\frac {gT^{2}}{4\pi ^{2}}}}  La longueur d'un pendule a une période d’une seconde est donc d'environ {\displaystyle L={\frac {9.81.2^{2}}{4\pi ^{2}}}} ≈ 0,994 m. Les valeurs extrêmes de g sont 9,78 m/s² mesurée à l'équateur et 9,83 m/s² mesurée aux pôles. La longueur d'un pendule a une période d’une seconde varie donc entre 0,991 m et 0,996 m, mais au XVIIe siècle la valeur de g n'est pas connue. En 1780, Alexis-Jean-Pierre Paucton publie Métrologie ou Traité des mesures, poids et monnoies des anciens peuples & des modernes. Il rapporte plusieurs valeurs de la longueur du pendule battant la seconde mesurées par différents astronomes et scientifiques à plusieurs endroits du globe. Les résultats varient en fonction de la résistance de l'air, des marées et de la dilatation des matériaux du pendule et instruments de mesure due aux changements de température. Ces variables affectent les mesures et s'ajoutent aux variations locales de la pesanteur, ce qui, d'après l'auteur, nuit à la recherche d'universalisme ainsi qu'à la stabilité nécessaire dans la conception d'un étalon dématérialisé.

### Savants partisans du pendule comme unité universelle

#### Isaac Beeckman, le premier à proposer le pendule (1631)
Selon Jean-Robert Armogathe, le premier auteur qui ait, d’une part, exprimé l’idée d’une mesure de base universelle et qui, d’autre part, ait opté pour la longueur du pendule à seconde est le Hollandais Isaac Beeckman, le mentor de Descartes en mécanique. Dans son journal, à une date qui se situe entre le 10 et le 23 février 1631, Beeckman explique que, si l’on détermine – comme lui-même l’a fait, dit-il – la longueur d’un fil qui, muni d’un poids à l’une de ses extrémités, bat la seconde, c’est-à-dire accomplit 3 600 va-et-vient en une heure, alors on dispose d’une longueur avec laquelle on peut mesurer omnes res. Il ajoute que « cette mesure est invariable pour tous les hommes de tous les temps et de tous les lieux ». Il ne précise toutefois pas comment construire ce pendule.

#### Christiaan Huygens (1661)
Christiaan Huygens, qui avait lui-même exprimé dès 1660 l’intérêt d’adopter le pendule à secondes comme étalon, est interrogé en 1661 par Henry Oldenburg, de la Royal Society, sur la question de savoir si la forme, le volume et la matière constituant la pièce attachée au fil du pendule n’influençaient pas la longueur du pendule battant la seconde. Il lui répondit que ces éléments n’avaient pratiquement pas d’importance quand on savait, comme lui, déterminer le centre d’oscillation d’une sphère pendue à un fil de n’importe quelle longueur. Il souligne que pour éviter les frottemnts de l’air, il faut prendre une boule plus pesante, mais à condition alors de déplacer le centre d’oscillation et non le fixer à son centre géométrique. Il fournit également la valeur de la correction en fonction du rayon de la boule et de la longueur du fil.

#### Christopher Wren, l'idée du pendule en Angleterre (1664)
Christopher Wren fait partie d'un groupe de discussion scientifique de l'université de Gresham qui, en 1660, organise des réunions hebdomadaires formelles, et il joue un rôle incontestable dans la genèse de ce qui deviendra la Royal Society. Il est le premier, en Angleterre, à s'intéresser à la longueur du pendule à secondes en tant qu’unité de longueur. Sur la base de ses propositions, la Royal Society procède à des expériences répétées à la fin de l’année 1664, mais, comme leurs résultats ne sont pas concordants, ils concluent que l’on ne peut pas aboutir ainsi à un standard valable, et qu’il doit y avoir des erreurs soit dans la règle énoncée par Huygens, soit dans la manière dont ont été conduites les expériences. Soupçonnant que la pesanteur est la cause de ces incohérences, ils concluent qu'il devient nécessaire de mesurer la longueur du pendule à seconde en fonction de la latitude.

#### John Wilkins, un système décimal basé sur le pendule et utilisant l'ancienne nomenclature britannique (1668)

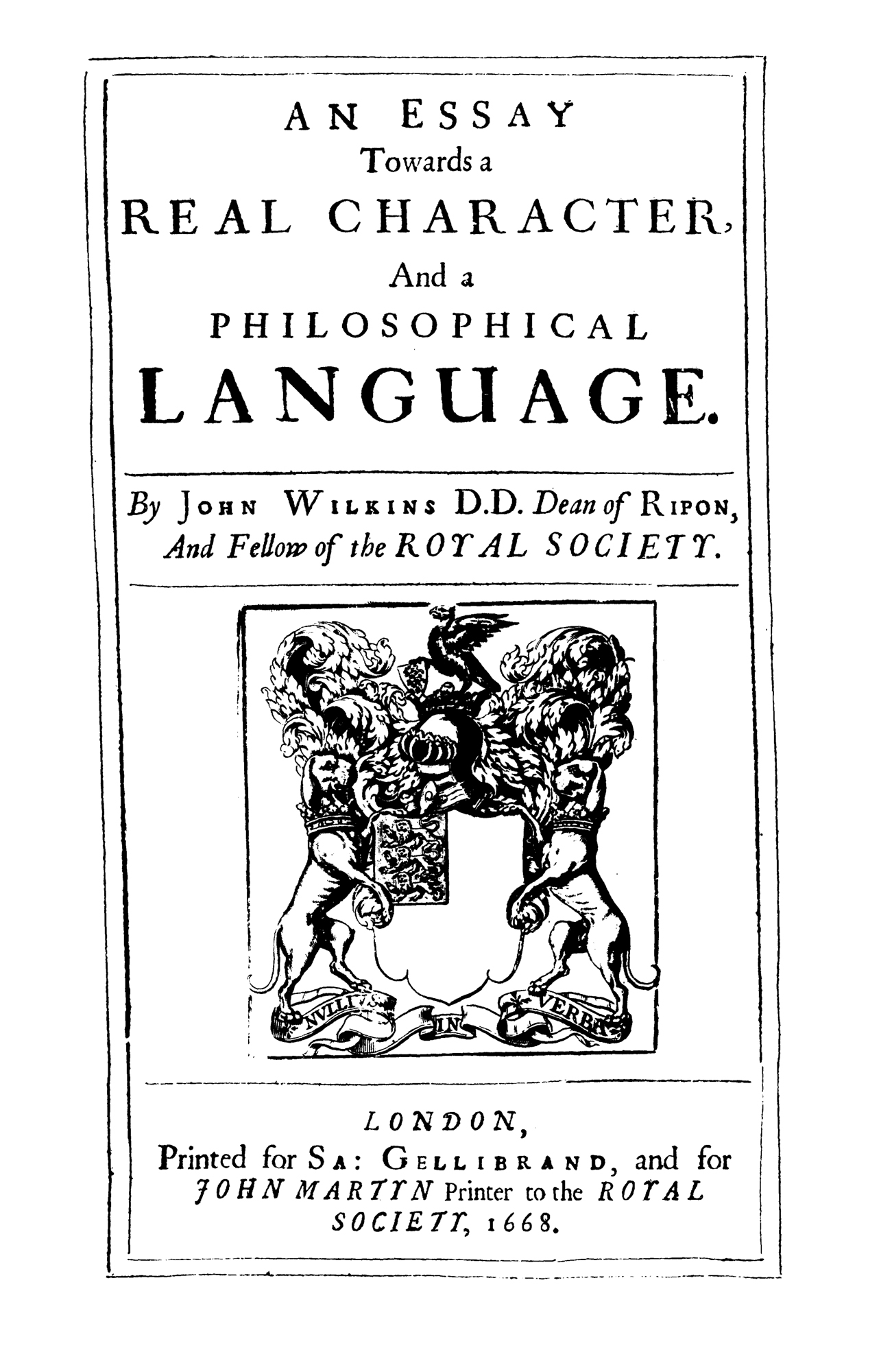
Frontispice de An Essay Towards A Real Character and a Philosophical Language.

En 1668, le philosophe anglais John Wilkins publie un ouvrage pour la Royal Society de Londres, « An Essay Towards a Real Character : And a Philosophical Language », dans lequel il présente un projet de « mesure universelle ». Il évoque la possibilité de « subdiviser un degré sur Terre », c'est-à-dire de mesurer un degré de latitude et d'en prendre une fraction déterminée comme étalon de longueur, mais il considère cette idée comme étant trop difficile à mettre en pratique. Il lui parait plus réalisable de retenir un pendule battant un temps donné, idée qu'il attribue à Wren. Il propose ainsi comme norme la longueur du pendule des secondes, déterminée par le président de la Royal Society, William Brouncker, et Christiaan Huygens. Plusieurs unités de longueur basées sur des multiples décimaux ou des divisions de l'étalon sont également envisagées, telles que le pied (1/10 de l'étalon), le pouce (1/10 du pied), la perche (10 longueurs standard) et le furlong (10 perches). Au-delà de la longueur, Wilkins propose que les unités de capacité (de volume) soient liées à la norme de longueur.

#### Jen Picard, le pendule battant la seconde (1669)
L'abbé Jean Picard, qui avait reçu pour mission en 1668 de travailler à l’amélioration de la cartographie de la France présente en 1669 un mémoire proposant d’établir une première grande triangulation qui servira d’appui aux travaux topographiques ultérieurs, s'appuyant sur la toise du Châtelet pour mesurer la base de sa triangulation, et, pour éviter que celle-ci soit dégradée, de la rattacher à un étalon « invariable et universel ». Picard mesure de 1669 à 1670, l'arc de méridien compris entre Malvoisine près de Melun (à 6 km de la Ferté-Alais) et Sourdon qui se trouve à une vingtaine de kilomètres d’Amiens. Il écrit dans son mémoire de 1671 « Pour cet effet, on a déterminé très exactement, avec deux grandes horloges à pendule la longueur d'un pendule simple dont chaque vibration ou agitation libre était d'une seconde de temps conformément au moyen mouvement du Soleil; laquelle longueur s'est trouvée de 36 pouces 8 lignes 1/2, selon la mesure du Châtelet de Paris »(soit 994,3 mm). Il ajoute « La longueur du pendule à secondes pourrait être appelée du nom de rayon astronomique, dont le tiers serait le pied universel, et le double la toise universelle. Le quadruple ferait la perche universelle, et le mille universel contiendrait mille perches. »,,. Jacques Blamont précise toutefois que Picard ne comptait pas les oscillations mais constatait l’accord ou le désaccord avec les pendules de deux horloges de référence réglées sur le mouvement du soleil et marquant les secondes entières, accordées entre elles sur plusieurs jours à moins de une seconde près.

#### Tito Livio Burattini, le premier à relier temps et longueur (1675)

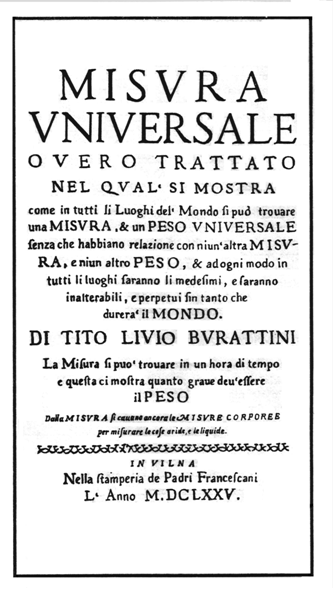

Parmi les nombreux scientifiques qui ont préconisé le pendule à secondes comme unité de longueur figure Tito Livio Burattini et son ouvrage Misura Universale, publié en 1675 à Vilnius. L'intérêt historique de l'ouvrage de Burattini réside principalement dans les nombreux concepts et nomenclatures modernes qui apparaissent pour la première fois dans son livre. Le plus pertinent d'entre eux est l'idée de relier différentes unités par le biais de quantités physiques afin d'établir un système complet à partir de l'unité de temps. Le sous-titre en première page de son document rend compte de sa proposition ambitieuse : « Traité dans lequel il est démontré comment, en tout lieu du monde, il est possible de trouver une MESURE et un POIDS UNIVERSELS n'ayant aucun rapport avec aucune autre MESURE et aucun autre POIDS, et qui seront de toute façon les mêmes en tout lieu, immuables et éternels jusqu'à la fin du MONDE » C'est ici que le mot universel est utilisé pour la première fois pour désigner une unité de mesure. Il suggère d'appeler metro cattolico (soit « mesure catholique » traduction acceptable, dans le contexte socio-religieux de l'époque, de « mesure universelle ») une norme réalisée par le pendule : « Ainsi, les pendules seront la base de mon travail, et à partir d'eux, je créerai d'abord mon metro cattolico, c'est-à-dire la mesure universelle, comme je pense devoir l'appeler en grec, puis j'en créerai un poids catholique. »  En page 14 de son traité, il donne sa définition de l'unité de longueur : 

« Le metro cattolico n'est rien d'autre que la longueur d'un pendule dont les oscillations sont de 3600 en une heure [...] comme je me réfère à un pendule libre, et non à ceux qui sont suspendus aux horloges. »

#### La Condamine, un pendule battant la seconde à l'équateur (1747)
Au début de 1774, Nicolas de Condorcet, chargé de prononcer l'éloge funèbre de La Condamine, rappelle le projet de ce dernier qui, en 1747. au retour de son expédition à l'équateur où il avait mesuré trois degrés de méridien, préconisait de prendre comme unité universelle la longueur du pendule simple battant la seconde à l'équateur, longueur qu'il avait déterminée avec beaucoup de soins et reproduite sur une dalle restée à Quito. Bulletin SMF p362

#### Nicolas de Condorcet, un pendule battant la seconde à la latitude 45° (1774)
Nommé inspecteur des monnaies par Turgot, en particulier pour le problème crucial de l’uniformisation des poids et mesures dans le royaume, Nicolas de Condorcet endosse les idées de La Condamine. Il pense que, pour être acceptée par tous les peuples, une unité universelle doit également être naturelle, et penche pour le pendule, mais au 45ème parallèle, plus facile a revérifier qu'à l'équateur. Bulletin SMF p362 Avec le concours de Tillet, il écrit en mai 1776 « aux intendants pour avoir tous les détails sur les mesures propres à chaque province », avant de faire adopter par son protecteur de ministre « pour unité de mesure la longueur du pendule battant la seconde à la latitude du 45e degré au niveau de la mer, qui passe près de Bordeaux ». Il prend ensuite la décision d’envoyer en Guyenne l’astronome de la Marine Charles Messier pour faire des expériences sur place. Condorcet rédige les instructions scientifiques, mais avant même que Messier ait quitté Paris, Turgot est renvoyé le 12 mai 1776 et est remplacé par Jacques Necker et il n'est plus question de réforme

#### Dématérialisation du mètre au moyen du pendule
Bigourdan évoque qu’il était à l'origine prévu de dématérialiser la définition du mètre en comptant le nombre d’oscillations d’un pendule d’un mètre de longueur pendant une journée (86'400 secondes), sous vide, au niveau de la mer, à la température de la glace fondante et à la latitude de 45°.
L'incendie du parlement britannique en 1834 conduit à l'abandon de l'idée de dématérialiser la définition de l'étalon de longueur au moyen du pendule même en Angleterre, car cette méthode s'avère moins fiable que les étalons,. Les poids et mesures détruits par le feu sont remplacés par William Simms, le fabricant d'instruments scientifiques, qui produit les nouveaux étalons après « d'innombrables heures de tests et d'expériences pour déterminer le meilleur métal, la meilleure forme de barre et les corrections de température ». La réalisation du nouvel étalon du yard inaugure le principe, qui sera repris par Tresca de tracer les entailles marquant la longueur de l'unité dans le plan des fibres neutres.

## Le méridien terrestre, deuxième candidat pour un étalon universel

### Gabriel Mouton, le premier à proposer le méridien terrestre comme référence (1670)
Simultanément aux travaux de Picard, l'abbé Gabriel Mouton, un astronome né à Lyon en 1618, publie en 1670 l'ouvrage Observationes diametrorum solis et lunae apparentium, dans lequel il suggère qu'un nouveau système décimal de mesure pourrait être basé sur la circonférence de la Terre, calculée par Giovanni Battista Riccioli (1598-1671) de Bologne comme étant d'environ 32 512 000 pas romains (environ 48 118 km). Il propose de choisir comme unité de longueur, la longueur de l’arc d’une minute de méridien. Il l’appelle milliare ou mille. Ce mille se divise en mille virga et chaque virga en dix virgula. La virga, égale à 1,852 m, a pour multiples les decuria et les centuria et se divise en décima et en centima. En partant de la grandeur de la terre qui donnait au degré 321 815 pieds de Bologne, il trouve que sa virgula vaut 6,44 pouces de Bologne. Mais il meurt en 1694 sans avoir fait passer cette idée dans le domaine de la pratique,.

### Mesures du méridien terrestre avant 1791
La mesure de la taille de la Terre a été un problème difficile pendant des siècles, depuis que l'on a réalisé que la Terre était sphérique, c'est-à-dire au moins au VIe siècle avant J.-C.. L'estimation antique la plus célèbre est celle d'Ératosthène, qui a rapporté une valeur de 250 000 stades, soit environ 40 000 kilomètres, si l'on considère qu'un stade équivaut à 159 m. Mais plusieurs estimations ont été données par différents chercheurs sur la valeur du stade. En 1982, Rawlins estime le stade olympique à 185 m, tandis que Gulbekian obtient 166,7 m en 1987,.

#### Jean Fernel (1525)
Vers 1525, Jean Fernel mesure un arc de 1° entre Paris et Amiens en utilisant les révolutions d'une roue à cannage pour déterminer la distance. Pour calculer l'angle, il a d'abord mesuré la hauteur du soleil à midi. Il a ensuite calculé la hauteur à laquelle se trouverait le soleil à un point situé 1° plus au nord et s'est déplacé dans cette direction jusqu'à ce qu'il trouve une position d'où il pouvait observer cette valeur. Il a trouvé que la distance entre ces deux points était de 68 096 milles italiens. Il existe un doute quant à l'équivalent exact du mille italien dans d'autres unités telles que la toise, bien qu'il soit généralement considéré comme égal à 56 746 toises.

#### Richard Norwood (1637)
En 1637, un Anglais, Richard Norwood, publie une détermination de la forme de la Terre dans un ouvrage intitulé « The Seaman's Practice, contayning a Fundamentall Probleme in Navigation experimentally verified, namely, touching the Compasse of the Earth and Sea and the quantity of a Degree in our English Measures ». Il observe le 11 juin 1633 l'altitude méridienne du soleil à Londres comme étant de 62° 1′, et le 6 juin 1635, son altitude méridienne à York comme étant de 59° 33′. Il mesura la distance entre ces deux endroits en partie à l'aide d'une chaîne et en partie en marchant. De cette manière, en compensant les erreurs, il arrive à 367 176 pieds pour le degré, un résultat très satisfaisant.

#### Jean Picard (1669)
En 1669, l'abbé Jean Picard introduit le télescope pour observer l'altitude des étoiles et les angles de triangulation. À partir de ce moment, le travail d'observation devient similaire dans son principe à celui qui est utilisé jusqu'au dernier quart du XXe siècle, avant l'avènement des satellites artificiels et du système GPS. À l'aide de perches en bois, Picard mesure deux lignes de base de 5 663 et 3 902 toises (11 038 et 7 605 m) lors de sa triangulation entre Malvoisine, près de Paris, et Sourdon, près d'Amiens. Il calcule que 1° équivaut à 57 060 toises (111 210 m).

#### Méridienne des Cassini (1683-1718)

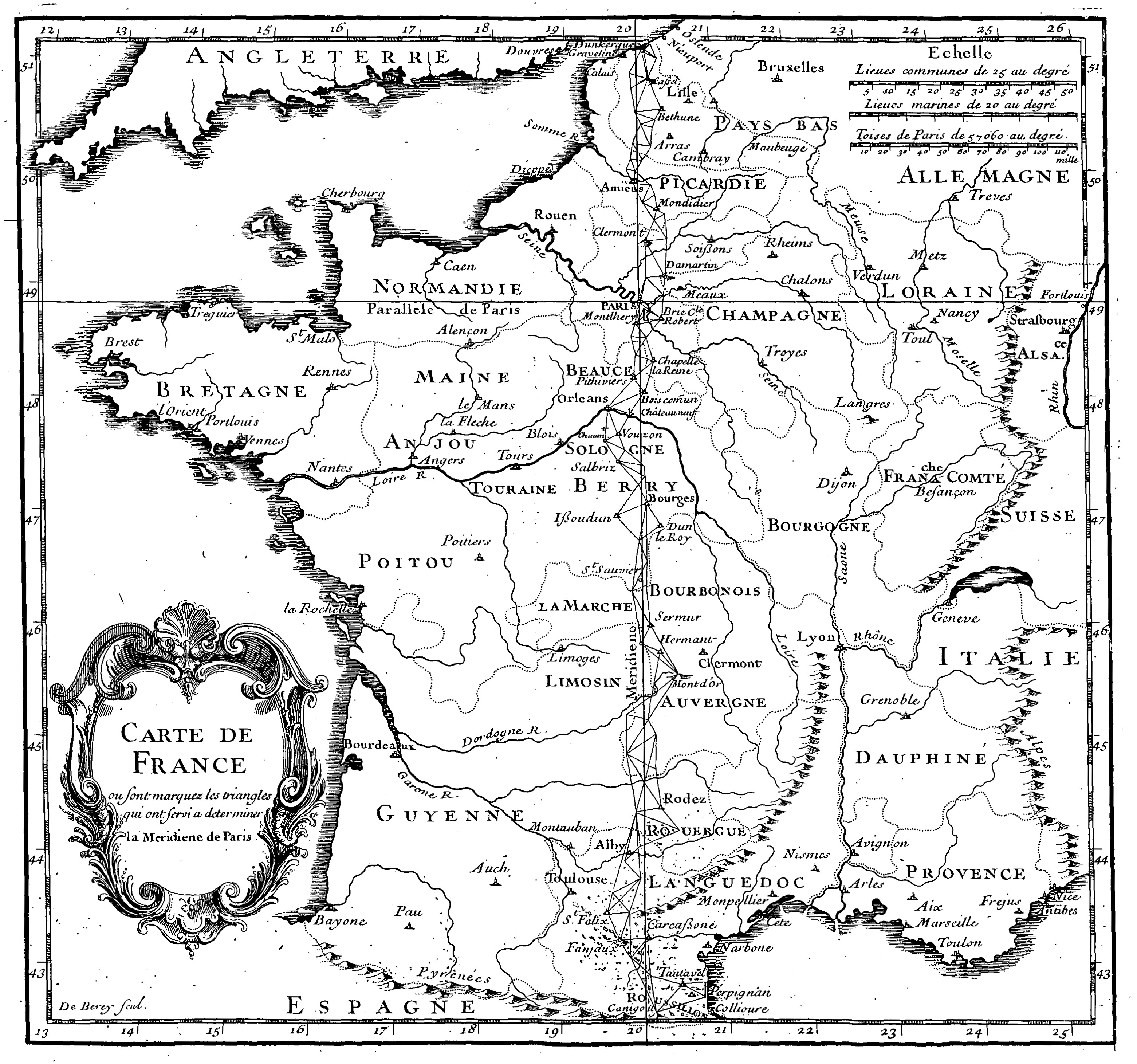
La méridienne de Paris et la carte de France, 1718.

En 1683, « Sa Majesté ordonne aux Mathématiciens de l'Académie des Sciences de continuer l'entreprise [de Picard] et de prolonger vers le Septentrion & vers le Midi jusques aux confins du Royaume, une Ligne Méridienne qui passât par le milieu de l'Observatoire de Paris. » J.-D. Cassini, chargé des opérations, engage les travaux la même année. Il se dirige vers le sud et de La Hire part vers le nord. Après la mort de Colbert (septembre 1683), les travaux s'arrêtent, reprennent en 1700-1701, avec la participation de Jacques Cassini qui assiste son père. Ils s'arrêtent de nouveau pour n'être repris et terminés qu'en 1718 par Jacques Cassini, Maraldi et le fils de La Hire.
La méridienne de Paris, dite aussi méridienne des Cassini, s'appuie sur trois stations astronomiques principales : Dunkerque au nord, Canigou, près de Perpignan, et Collioure, au sud, en passant par le centre de l'Observatoire de Paris. La partie sud, de l'Observatoire au Roussillon, comporte vingt-quatre triangles principaux. La partie nord, de l'Observatoire à Dunkerque en comporte trente, soit au total cinquante-quatre triangles qui décrivent un arc de 8,5° de latitude, soit plus de huit fois la grandeur de l'arc de Picard. La triangulation s'appuie sur trois bases :  Dunkerque (5 564 toises), Villejuif (celle de Picard) (5 663 toises) et Leucate (7 246 toises).

#### Controverse sur la forme de la terre et expéditions en Laponie, en Équateur et au Cap

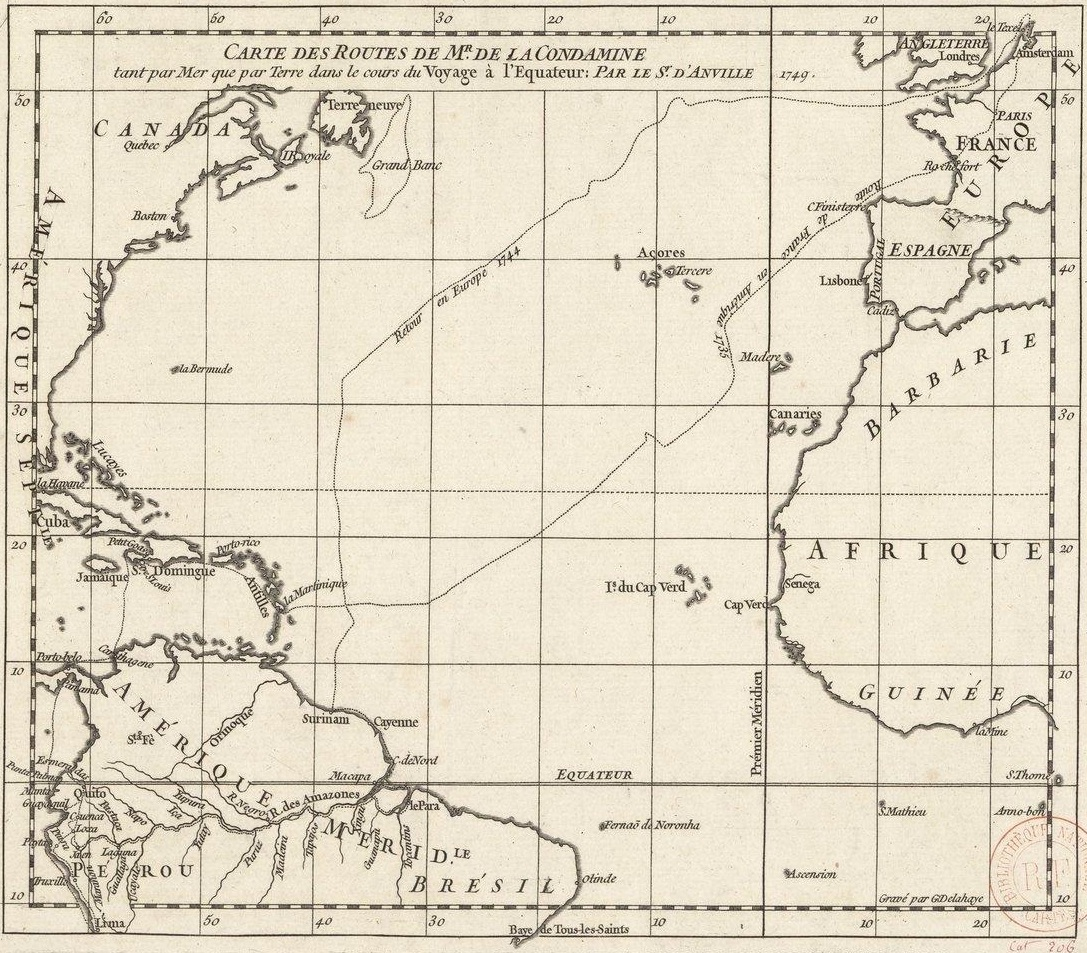
Itinéraire de l'une des expéditions françaises des années 1730-1740 pour déterminer la forme exacte de la Terre. Carte de 1749.

Dans ses Principia publiés en 1687, Newton, s'appuyant sur sa théorie de la gravitation universelle, prévoit un aplatissement du globe terrestre aux pôles de l'ordre de 1/230. Cependant, ces données sont contestées par Jacques Cassini, second directeur de l'Observatoire. Au vu des mesures de la méridienne Collioure-Paris-Dunkerque qu'il a effectuées, celui-ci estime que la Terre est allongée selon l'axe polaire, théorie qu'il expose en 1718 dans son ouvrage Traité de la grandeur et de la figure de la Terre. Cette contestation s'inscrit dans une polémique plus vaste portant sur les principes cosmologiques et opposant les partisans de Newton et de la théorie de la gravitation universelle, à ceux de Descartes et de la théorie des tourbillons. Dans ce cadre deux expéditions sont organisées, l'une en Laponie (1736-1737), comprenant quatre membres effectifs de l'Académie royale des sciences de Paris, à savoir Maupertuis, Clairaut, Camus et Le Monnier, ainsi qu'un membre correspondant, l'abbé Outhier et Celsius, et l'autre dans l'actuel Équateur (1736), alors Pérou, domaine de la couronne d'Espagne, dirigée par Louis Godin, astronome, et à laquelle participent Charles de la Condamine, chimiste et géographe, Joseph de Jussieu, botaniste, et des spécialistes ingénieurs (Verguin, Hugot, Séniergues, Morainville, etc).
Pour s'assurer que dans l'hémisphère sud, il y avait symétrie, l'abbé La Caille, qui était en 1752 en mission pour les observations stellaires et de parallaxe de la Lune au cap de Bonne-Espérance, fait une triangulation et mesure la longueur du pendule à l'Observatoire du Cap. Malheureusement son observation d'arc, bien que très précise, est inutilisable pour la détermination d'un ellipsoïde terrestre car il y a un massif montagneaux qui crée une attraction parasite et fausse les résultats.
Au final, il apparaît que la terre est bien un sphéroïde aplati, conformément aux idées d'Huygens et de Newton, c'est le résultat scientifique fondamental, qui a un profond retentissement. On s'apercevra par la suite, que malgré la minutie des mesures, l'amplitude astronomique était probablement trop faible de l'ordre d'une dizaine de secondes (Svanberg, 1802) ce qui avait pour effet d'augmenter très exagérément la valeur de l'aplatissement — Maupertuis l'évaluera à 1/178 — mais la controverse était résolue.

#### Récapitulatif
| Auteur                         | Année           | Valeur        | Unité       | longueur en km | lm (m)  |
| ------------------------------ | --------------- | ------------- | ----------- | -------------- | ------- |
| Eratosthène                    | (230 av. J.-C.) | 250 000       | stade       | ≈ 40 000       | ≈ 1.0   |
| Al-Ma'mūn                      | 820             | 56,6667       | Mille arabe | 39 986         | 0,9997  |
| Jean Fernel                    | 1525            | 56 746 x 360° | toise       | 39 816         | 0,9954  |
| Willebrord Snell               | 1617            | 55 100 x 360° | toise       | 38 661         | 0,9665  |
| Richard Norwood                | 1635            | 57 300 x 360° | toise       | 40 204         | 1,0051  |
| Jean Picard                    | 1669            | 57 060 x 360° | toise       | 40 036         | 1,0009  |
| J.D. Cassini                   | 1718            | 57 097 x 360° | toise       | 40 062         | 1,0016  |
| Lacaille et Cassini de Thury   | 1740            | 57 027 x 360° | toise       | 40 013         | 1,00033 |
| Expédition de Laponie          | 1736            | 57 438 x 360° | toise       | 40 302         | 1,0075  |
| Expédition au Pérou (Équateur) | 1745            | 56 748 x 360° | toise       | 39 817         | 0,9954  |

## Création du mètre et du système métrique dans la France révolutionnaire

### Vers une unité de longueur universelle prise dans la nature (1790-1792)

#### Discours de Talleyrand du 9 mars 1790
A la suite des états généraux de mai 1789 qui ont fait apparaître des besoins d'uniformisation des poids et mesures, Prieur de la Côte d'Or dit à l’Assemblée nationale en février 1790 : « les représentants de la Nation ont brisé les fers qu’avait forgés le despotisme. La féodalité est détruite, le grand œuvre de notre génération est commencé et s’avance de jour en jour. La variété des coutumes, sources immenses d’abus, sera désormais remplacée dans toute la France par l’uniformité la plus exacte dans les lois d’administration de la justice. Avec un ordre si beau, laissera-t-on subsister l’ancien chaos dû à la diversité de nos mesures ? ». Talleyrand, évêque d'Autun, élu député en 1789, rebondit sur les propos de Prieur de la Côte d'Or et présente à l'Assemblée nationale constituante, le 9 mars 1790, sous forme imprimée, un projet d'un système de poids et mesures basé sur un étalon.

« ... il faut, pour que la solution du problème soit parfaite, que cette réduction se rapporte à un modèle invariable pris dans la nature afin que toutes les nations puissent y recourir dans le cas où les étalons qu’elles auraient adoptés, viendraient à se perdre ou à s’altérer. »

Selon lui deux méthodes sont possibles pour définir celui-ci : 
- « la soixante millième partie de la  longueur du méridien coupé en deux parties égales par le quarante-cinquième parallèle »,
- « la longueur du pendule simple à seconde par la latitude de 45 degrés ».

#### Premiers décrets (8 mai 1790)

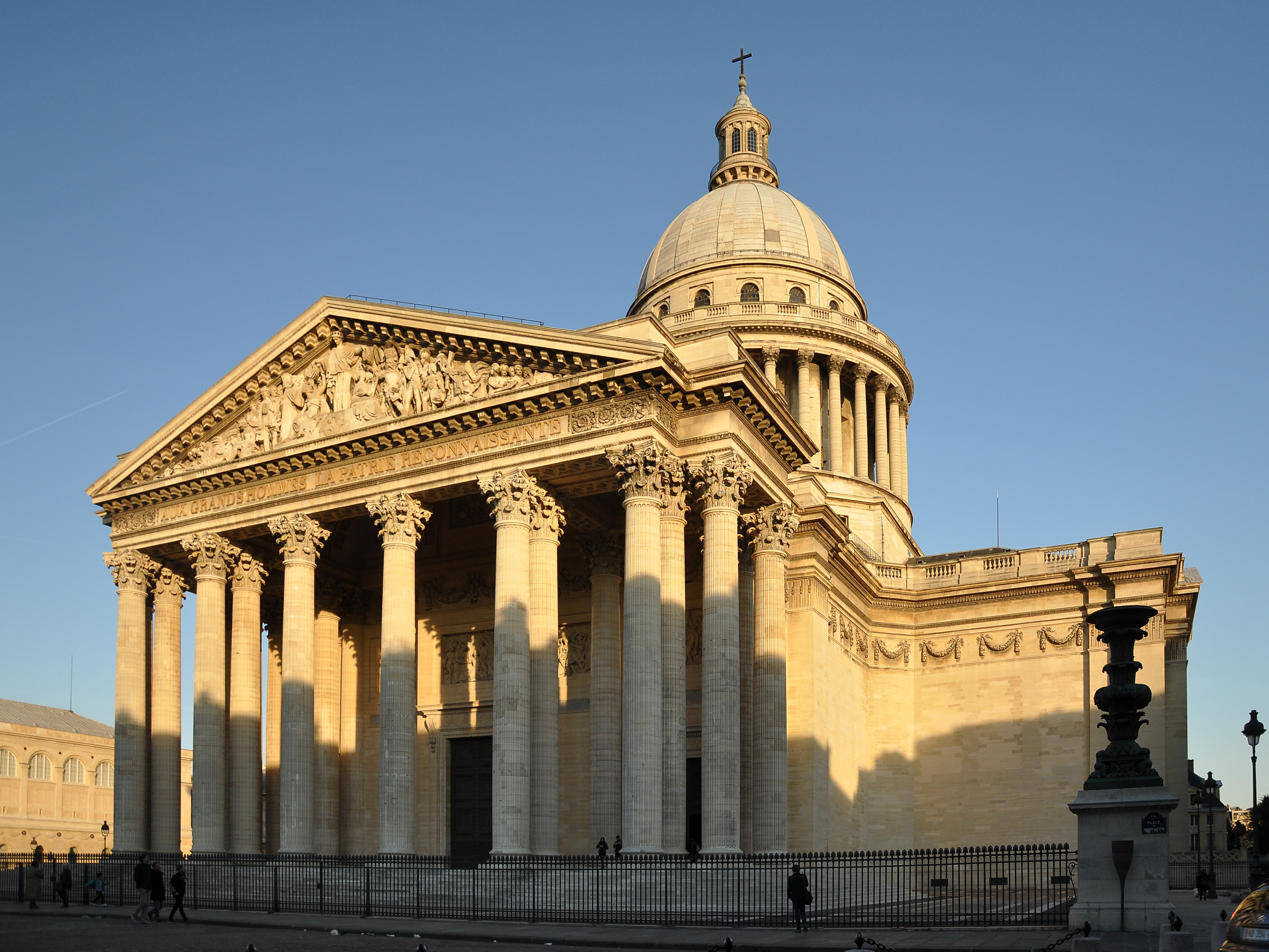
À partir de 1790, le Panthéon sert d'entrepôt pour tous les anciens poids et mesures expédiés de toutes les villes de France en prévision de l'instauration du nouveau système métrique décimal.

Deux décrets sont adoptés par l’Assemblée nationale le 8 mai 1790, l'un sur les poids et mesures, l'autre sur les monnaies. Le premier demande au roi Louis XVI de,, :
- « donner des ordres aux administations des divers départements du royaume, afin qu’elles se procurent et qu’elles se fassent remettre par chacune des municipalités comprises dans chaque département, et qu’elles envoient à Paris, pour être remis au secrétaire de l’Académie des sciences, un modèle parfaitement exact des différents poids et des mesures élémentaires qui y sont en usage» .
- charger l’Académie des Sciences de déterminer, en lien avec le concours de l'Angleterre et notamment la Société royale de Londres, à la latitude de 45°, la longueur du pendule qui bat la seconde et d’en déduire un système invariable pour tous les poids et mesures,
- « fixer avec précision, pour chaque municipalité du royaume, les rapports de leurs anciens poids et mesures avec le nouveau modèle, et de composer ensuite, pour l’usage de ces municipalités, des livres usuels et élémentaires, où seront indiquées avec clarté toutes ces proportions ».

Après la réponse favorable de Louis XVI le 22 août 1790, l’Académie des Sciences nomme une commission (Borda, de Lagrange, Lavoisier, Tillet et Condorcet) qui fait un rapport dans lequel elle se prononce pour assujettir tous les poids et mesures à la division décimale. Dans son rapport final rendu le 27 octobre, la commission recommande la division décimale pour les poids et mesures, ainsi que pour les monnaies,.

#### Oppositions de la Grande-Bretagne et des Etats-Unis (1790)
Parallèlement, en Angleterre, la Chambre des Communes discute la proposition de John Riggs Miller d’établir des poids et mesures uniformes dans tout le pays. La Grande-Bretagne décline le 3 décembre 1790 l’invitation française de coopération formulée dans le décret du 8 mai 1790. Aux États-Unis, la Chambre des représentants ordonne que le Secrétaire d’État prépare un plan en vue de l’uniformité des poids, mesures et monnaies (15 janvier 1790). Le secrétaire d’État Thomas Jefferson présente un projet de réforme décimale des poids et mesures. Il propose de prendre le pendule pour étalon des longueurs et définit le 14 juillet 1790 comme unité fondamentale le pied valant un cinquième de la longueur du pendule. Il rejette l’idée de référencer l’unité de longueur au méridien terrestre.

#### Choix d'une unité basée sur une fraction de la méridienne (mars 1791)
L'Académie des sciences met sur pied une nouvelle commission, avec Borda, Lagrange, Monge, Condorcet et Laplace, pour fixer la base de l’unité de mesures. Mais, peut-être par défiance des savants par rapport aux politiques, la commission ne respecte pas les termes du décret et étudie non pas une mais trois possibilités : la longueur du pendule battant la seconde à la latitude de 45°, une fraction de l'équateur ou une fraction du quart de méridien terrestre.
Le 19 mars 1791, Condorcet présente le rapport final « sur le choix d’une unité de mesure » à l'Académie plénière. Contrairement au décret de 1790 et alors même que Condorcet était antérieurement un partisan du pendule, l'idée d'utiliser le pendule est abandonnée, du fait des inconnues concernant la variation de la valeur de la gravitation terrestre mais aussi parce que cette méthode fait intervenir une autre mesure, le temps, et n’aurait donc pas été une mesure « absolue » comme le serait l'utilisation de la longueur d’un arc de la terre,. Elle trouve également plus facile la détermination de la méridienne que celle de l’équateur. Elle propose que l’unité de longueur soit égale à la dix millionième partie du quart du méridien terrestre et suggère que l’on mesure, non pas un quart complet de méridien, mais l’arc de neuf degrés et demi entre Dunkerque et Montjuich (Barcelone), qui se trouvent exactement de part et d’autre du 45° parallèle et dont les extrémités sont au niveau de la mer,. À ce moment-là, les relations entre la France révolutionnaire et l'Espagne royaliste sont encore normales. Condorcet présente dans une lettre du 26 mars 1791 à l'Assemblée nationale les conclusions de la commission, assorties d'éléments sur les opérations à exécuter. Malgré quelques protestations liées au coût et aux délais probables de l’opération, l’Assemblée nationale adopte le méridien comme base du nouveau système de poids et mesures . Talleyrand présente un projet de décret qui est sanctionné par Louis XVI le 30 mars suivant,,. 

« L'assemblée nationale, considérant que pour parvenir à établir l'uniformité des poids et des mesures, conformément à son décret du 8 mai 1790, il est nécessaire de fixer une unité de mesure naturelle et invariable, et que le seul moyen d'étendre cette uniformité aux nations étrangères, et de les engager à convenir d'un même système de mesure, est de choisir une unité, qui dans sa détermination, ne renferme rien d'arbitraire, ni de particulier à la situation d'aucun peuple, sur le globe ; considérant de plus que l'unité proposée dans l'avis de l'Académie des sciences du 19 mars de cette année, réunit toutes les conditions, a décrété et décrète qu'elle adopte la grandeur du quart du méridien terrestre pour base du nouveau système de mesures ; qu'en conséquent, les opérations nécessaires pour déterminer cette base, telles qu'elles sont indiquées dans l'avis de l'Académie, et notamment la mesure d'un arc du méridien depuis Dunkerque jusqu'à Barcelone, seront incessamment exécutées ; qu'en conséquence, le Roi chargera l'Académie des sciences de nommer des commissaires qui s'occuperont sans délai de ces opérations, et se concertera avec l'Espagne pour celles qui doivent être faites sur son territoire. »

Cette décision eut des répercussions durables. A brève échéance, elle mit un terme à tout espoir de coopération internationale. Pour les savants étrangers, ce projet de mesure du méridien reflétait surtout la recherche d’un intérêt national. Ceux qui avaient donné la préférence au pendule refusèrent d’admettre son infériorité. Ils firent remarquer que les géodésiens s’appuyaient sur bien d’autres unités que le temps et les angles pour mesurer le globe, et qu’en conséquence il n’existait pas à proprement parler d’unité fondamentale. Les membres les plus influents de la Royal Society de Londres accusèrent leurs confrères français de chercher à « détourner l’attention du public européen du véritable enjeu de leur proposition, à savoir que les neuf ou dix degrés de méridien pris en France fussent choisis comme base pour un étalon universel ». Jefferson aussi refuse de soutenir plus longtemps le projet d’un système métrique lorsqu’il apprend que les Français veulent faire porter l’étude sur leur propre méridien. « Si les autres nations adoptent cette unité, souligne-t-il, elles devront croire les mathématiciens français sur parole pour ce qui sera de sa longueur... Alors n’en parlons plus. ».

#### Choix du nom de «mètre» pour la nouvelle unité de mesure universelle (juillet 1792)
Dans un rapport du 11 juillet 1792 à l"Académie des sciences, la commission précise la nomenclature :

« La diviſion décimale étant convenue, il  falloit fixer l'unité de meſure univerſelle & lui  donner un nom, ainſi qu'à ſes multiples & sous-multiples décimaux. Nous avons cru devoir prendre pour unité de meſure, la décimale du  quart du méridien, qui doit devenir la plus uſuelle, & cette décimale nous a paru être ſa dix-millionième partie qui étant de 3 pieds & quelques lignes , remplacera l'aulne & la toiſe. Nous l'avons donc choiſie pour unité de meſure & nous l'avons nommée mètre. »

Sont également définis le milliaire, égale à 1000 mètres, le décimètre, un dixième de mètre, le centimètre, un centième de mètre et le millimètre, le millième de mètre. De même sont précisées les unités de superficie (l'are, le déciare, le centiare, etc).
Le mot mètre est ainsi officialisé pour désigner la nouvelle mesure en 1792, mais un certain Auguste-Savinien Leblond, l'aurait prononcé lors d'une communication « Sur la fixation d'une mesure et d'un poids » à l'Académie le 12 mai 1790 où il écrit : « Que celui-ci, que cette mesure fixe, universelle, fondamentale, reçoive le nom si expressif, je dirois presque si françois, de mètre. »,.

### Mesure de Delambre et Méchain (1792-1798)
Avec des instruments plus perfectionnés que ceux utilisés au XVIIIe siècle et des connaissances scientifiques issues du siècle des Lumières, la mesure doit être bien plus précise que celle des Cassini. La mission s'avère être une vraie épopée qui dure six années, émaillées de dangers, d'arrestations, de révocations temporaires, de destructions de matériel, d’épisodes tragi-comiques, de calculs, en pleine période révolutionnaire de la Terreur. En outre une partie de ces mesures doit être réalisée sur le territoire espagnol tandis que la guerre entre la France et l’Espagne débute le 7 mars 1793. Méchain y laisse sa raison, rongé par la honte d’une erreur de trois secondes. Delambre y gagne le poste de secrétaire perpétuel de l'Académie des sciences en 1803. Le produit de leurs travaux est ensuite matérialisé sous la forme d’une règle en platine pur. Les travaux sont acclamés, la preuve qu’au milieu de bouleversements sociaux et politiques la science pouvait produire quelque chose de permanent. Devant le fruit de leur labeur, Napoléon Bonaparte, fait une déclaration prophétique : « Les conquêtes passent et ces opérations restent. ».

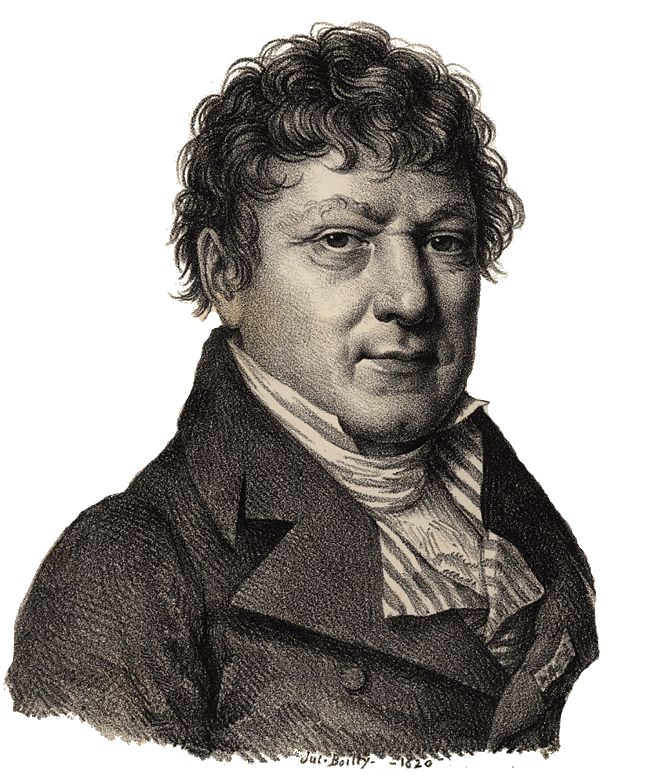
Jean-Baptiste Delambre par Julien Leopold Boilly (1820)
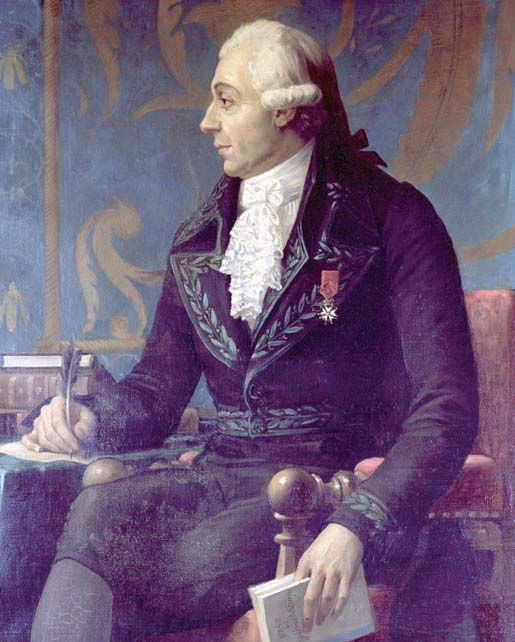
Pierre-François Méchain.
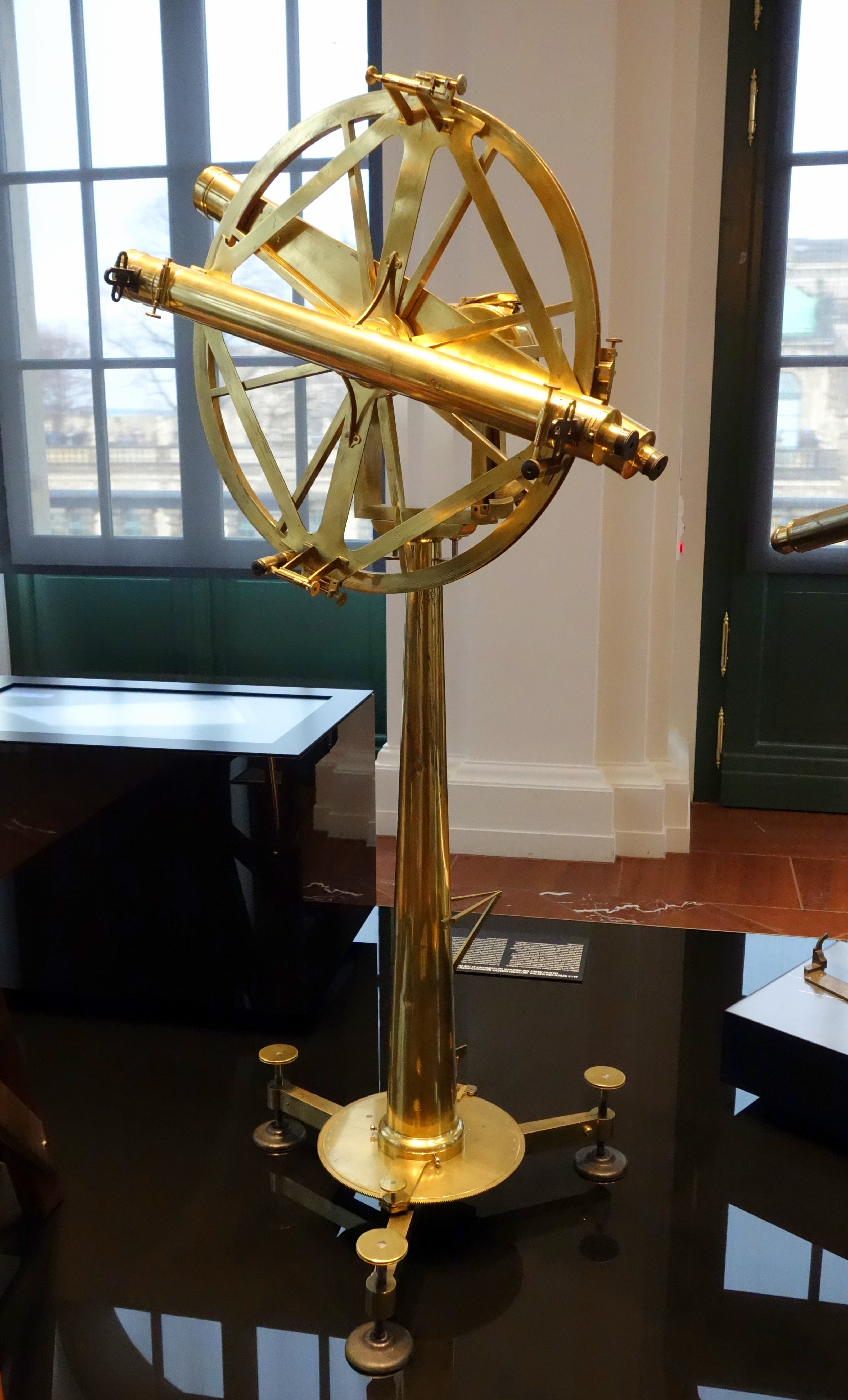
Cercle répétiteur de Borda.

### De la méridienne au système métrique (1792-1795)

#### Adoption par la Convention nationale du «nouveau système des poids et mesures» (1er août 1793)
Le 3 avril 1792, juste avant la déclaration de guerre au roi de Bohème et de Hongrie le 20 avril 1792, puis à la Prusse et l’Autriche en juillet 1792, Rolland de la Platière, ministre de l’intérieur, demande à l’Assemblée législative de décréter d’urgence un moyen provisoire pour mettre fin à la diversité des poids et mesures.
En novembre, la Convention renouvelle cette demande : Borda rend compte des travaux des cinq commissions nommées en 1791. Optimiste, il espère que tout sera prêt en 1794. Nicolas Fortin, le génial mécanicien qui, avec Lenoir, fabrique la plupart des appareils de mesure utilisés pour l'établissement du système métrique, vient de livrer le matériel nécessaire à Lavoisier et Haüy : ils terminent la détermination de la valeur de l’unité de poids. Méchain et Delambre viennent seulement de commencer leur mission.
En décembre 1792, le Comité des assignats et des monnaies demande si l’unité de longueur peut être fixée provisoirement et comment s’appellerait l’unité de poids et de longueur. En janvier 1793, Borda, Condorcet, Lagrange et Laplace répondent que l’unité de longueur pourrait être déterminée provisoirement d’après la mesure de la méridienne de France effectuée par Cassini II et La Caille en 1740 entre Dunkerque et Collioure, ce qui donne les valeurs suivantes, rapportées au pied ordinaire :
- mètre : 3 pieds et 11,44 lignes (ou 443,44 lignes) ;
- décimètre : 3 pouces et 8,34 lignes (ou 44, 34 loignes) ;
- centimètre : 4,43 lignes ;
- millimètre : 0,443 ligne.

L’unité de poids serait le grave, masse d’un décimètre cube d'eau distillée, subdivisé en décigrave, centigrave et milligrave. Ces conclusions sont reprises dans un rapport de l’Académie des Sciences remis fin mai au Comité d’instruction publique de la Convention.
Le 1er août 1793, Louis François Arbogast, député du Bas-Rhin et nommé le 21 décembre 1792 commissaire pour les poids et mesures, présente à la Convention nationale un rapport sur les nouveaux poids et mesures, qui reprend principalement les éléments du rapport du 19 janvier 1793, et un projet de décret. Il lui faut entre autre justifier le fait que l’on n'attende pas la fin des travaux de l’Académie pour adopter le nouveau système : « L’Académie a jugé que ses travaux étaient assez avancés, et que l’arc du quart du méridien, ainsi que la longueur du pendule à secondes, le poids du pied cube d’eau distillée étaient connus dans ce moment [...] avec l’exactitude suffisante aux usages ordinaires de la société et du commerce. ».
La Convention, « convaincue que l’uniformité des poids et mesures est un des plus grands bienfaits qu’elle puisse offrir aux citoyens français », adopte, par le décret du 1er août 1793, les conclusions de l’Académie. « Le nouveau système des poids et mesures, fondé sur la mesure du méridien et la division décimale, servira uniformément dans toute la République » (article 1er). Le tableau annexé au décret spécifie les nouvelles unités et leur valeur. Concernant le mètre et ses unités dérivées, il s'agit de :
- l’unité de longueur, la dix millionième partie du quart du méridien terrestre, est le mètre, valant 3 pieds et 11,44 lignes de Paris. Une longueur de 1 000 mètres est un miliaire, et le mètre se divise en décimètre, centimètre et millimètre ;
- l’unité de mesure des surfaces est l'are, carré de 100 mètres de côté (à savoir l'actuel hectare), se divisant en déciare et centiare ;
- l’unité de mesure des volumes est le pinte, volume d’un cube d’un décimètre de côté. Un mètre cubique est un cade, divisé en décicade et centicade ;

Le 6 août 1793, Arbogast est chargé avec Antoine-François Fourcroy de mettre en place la construction des étalons des poids et mesures. Le 1er octobre 1793 Arbogast propose au Comité d’Instruction publique un projet d’arrêté, rédigé par Lavoisier et destiné au Comité de Salut Public, demandant de  mettre en réquisition les ouvriers nécessaires à la construction des nouveaux étalons de mesures.

#### Loi organique constitutive du système métrique décimal en France: 18 germinal an III (7 avril 1795)
Le 11 ventôse an III (1er mars 1795), Prieur de la Côte d'Or présente à la Convention un « Rapport sur la nécessité et les moyens d’introduire dans toute la République les nouveaux poids et mesures précédemment décrétés ». Il propose de modifier la nomenclature de 1793 et constate l’échec du décret du 24 novembre 1793 prescrivant la division décimale du jour, et le 18 germinal an III (7 avril 1795) est voté le « décret relatif au poids et mesures », en fait, une loi organique généralement considérée comme la loi constitutive du système métrique décimal en France.

L’article 5 définit les grandeurs fondamentales : 

« On appellera : Mètre, la mesure de longueur égale à la dix-millionième partie de l’arc du méridien terrestre compris entre le pôle boréal et l’équateur. Are, la mesure de superficie, pour les terrains, égale à un carré de dix mètres de côtés. Stère, la mesure destinée particulièrement aux bois de chauffage, et qui sera égale au mètre cube. Litre, la mesure de capacité, tant pour les liquides que pour les matières sèches; dont la contenance sera celle du cube de la dixième partie du mètre. Gramme, le poids absolu d’un volume d’eau pure égal au cube de la centième partie du mètre, et à la température de la glace fondante. Enfin, l’unité des monnaies prendra le nom de franc, pour remplacer celui de livre usité jusqu’aujourd’hui,  »

L'article 6 précise le procédé de construction des multiples et sous- multiples, . 

« Article 6 : La dixième partie du mètre se nommera décimètre sa centième partie centimètre. On appellera décamètre une mesure égale à dix mètres : ce qui fournit une mesure très commode pour l’arpentage. Hectomètre signifiera la longueur de cent mètres. Enfin, kilomètre et myriamètre seront des longueurs de mille et dix mille mètres, et désigneront principalement les mesures itinéraires. »

## Mètre étalon et prototypes (1795-1960)

### Mètre étalon (1795-1799)

#### Mètre étalon provisoire: 3 pieds et 11,442 lignes de la toise de l'Académie (1795)

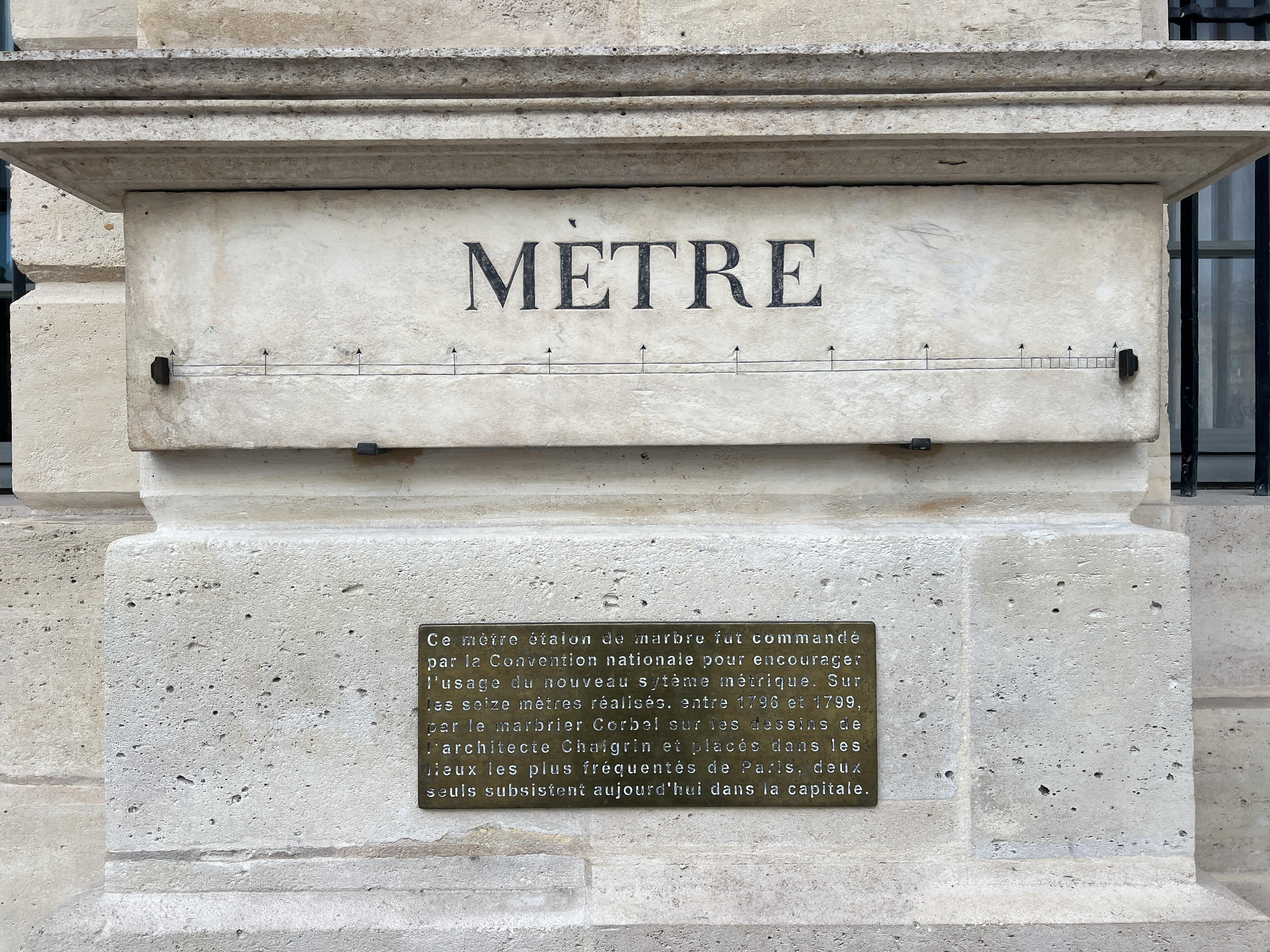
Mètre étalon Hôtel de Bourvallais, place Vendôme.

Des étalons provisoires du mètre sont fabriqués et vérifiés par Jean-Charles de Borda et Brisson. Ils se référèrent aux mesures de la méridienne effectuées par Nicolas Louis de la Caille dont le chiffre provisoire de 5 132 430 toises a été retenu pour le quart du méridien. Selon cette correspondance, le mètre équivaut à 3 pieds, 11 lignes 442 de la toise de l'Académie.
L’article 1er invite les citoyens à « donner une preuve de leur attachement à l’unité et à l’indivisibilité de la République en se servant dès à présent des nouvelles mesures dans leurs calculs et transactions commerciales ». Plus loin le texte ordonne la fabrication d’un nouvel étalon : « une règle de platine sur laquelle sera tracé le mètre qui a été adopté pour l’unité fondamentale de tout le système des mesures », qui devra être déposée « près du Corps Législatif », dans un monument qui sera élevé « pour le conserver et le garantir de l’injure du temps ».
Le 9 floréal an III (28 avril 1795), comme prévu par la loi, la Commission temporaire est remplacée par une Agence temporaire des poids et mesures avec A.-M. Legendre, un mathématicien, Charles-Étienne Coquebert, un géologue, et François Gattey, un chimiste. Les commissaires chargés de continuer les travaux scientifiques sont pour la plupart choisis parmi les membres de l’ancienne équipe: Borda; Delambre et Méchain, priés de reprendre leurs travaux de triangulation; et Berthollet, Brisson, Coulomb, Haüy, Lagrange, Laplace, Monge, Prony, Vandermonde, qui préparent un étalon du mètre (d’après la toise du Pérou), un étalon de poids, des instructions et des graphiques pour l’emploi des nouvelles mesures, etc. L’Agence rédige « une adresse aux artistes français » pour les pousser à inventer des machines « simples et expéditives » pour réaliser à bon compte les nombreux étalons nécessaires aux provinces.

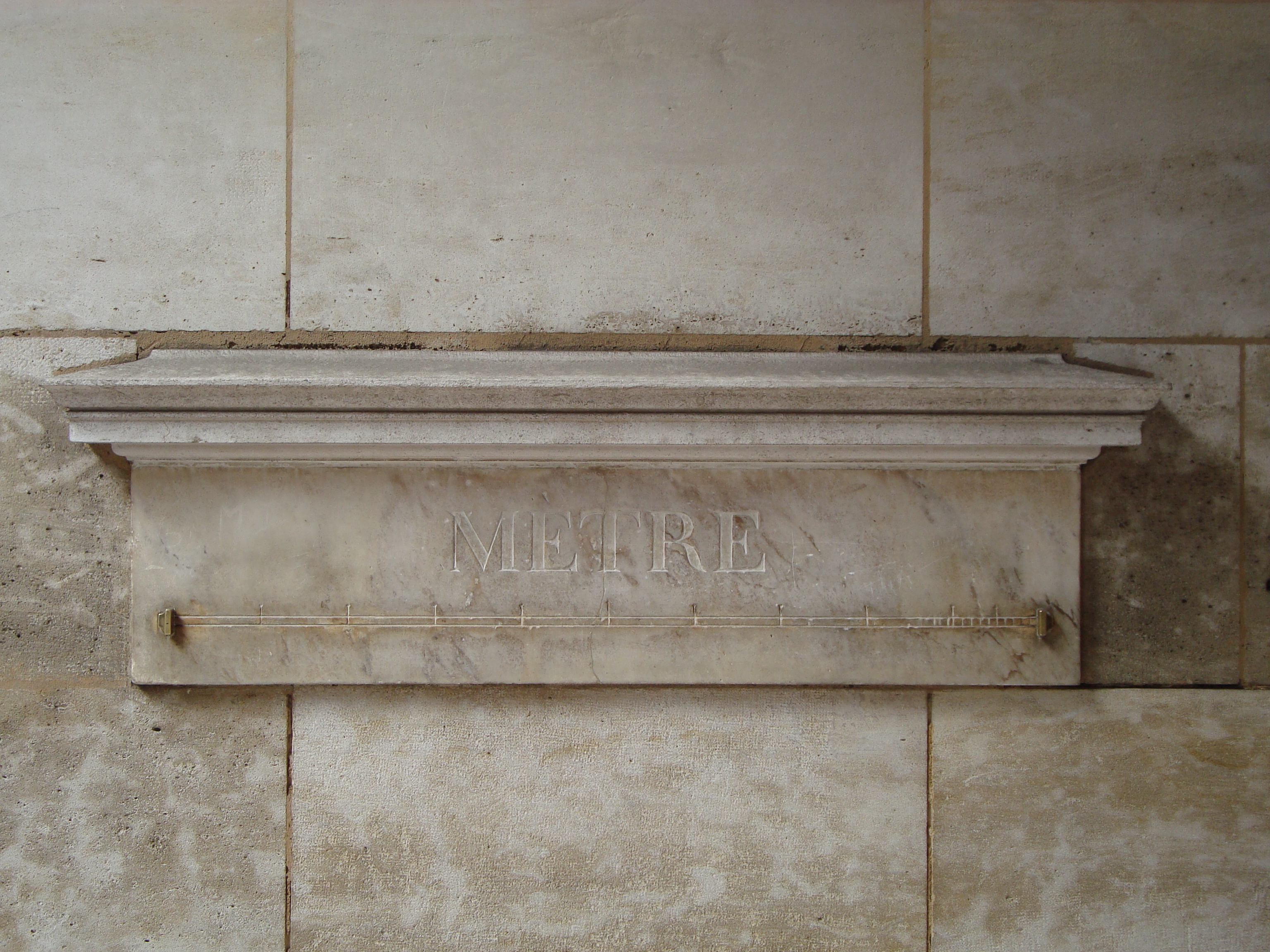
Le mètre en marbre de la rue Vaugirard à Paris (1796)

Pour faire connaître au public les nouvelles mesures, Jean-François Chalgrin, le futur architecte de l'Arc de Triomphe, est chargé de la construction de « quelques monuments peu considérables, mais cependant assez apparents pour attirer la curiosité », pour matérialiser le mètre. Seize emplacements sont choisis dans Paris. Quatre de ces mètres en marbre existent encore, à leur emplacement primitif (36, rue de Vaugirard, en face du Palais du Luxembourg) ou après avoir été déplacés (13, place Vendôme, Tribunal de Sceaux, Mairie de Croissy-sur-Seine). Des modèles identiques, mais en fer et rouillés, subsistent dans plusieurs villes de province (Lyon, Montauban).

#### Mètre étalon définitif: 3 pieds et 11,296 lignes de la toise de l'Académie (1799)

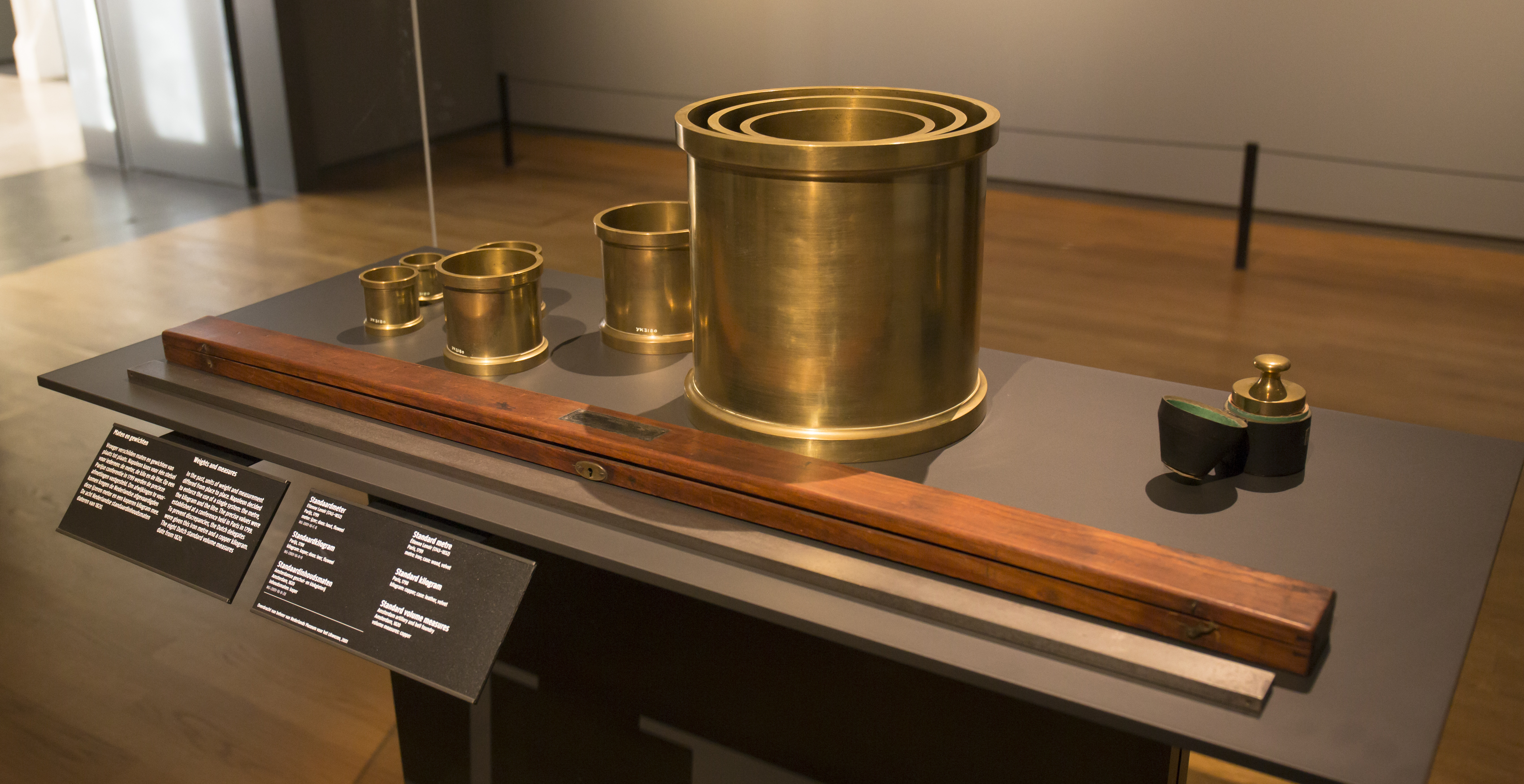
Étalons du système métrique réalisés par Étienne Lenoir à Paris en 1799.

Le travail de définir la valeur définitive du mètre est confié à une commission internationale composée de douze représentants de la France, deux de la République Batave, dont Jan Henry Van Swinden, qui la préside, six de l’actuelle Italie, un pour l’Espagne, un pour le Danemark et enfin un pour la République Helvétique. Le rapport est présenté le 30 avril 1799. Le coefficient d'aplatissement de la Terre retenu est de 1/334 selon un calcul de Pierre Simon de Laplace qui combine les données de la méridienne de Delambre et Méchain avec celle de l'expédition géodésique française en Équateur,. La distance du pôle nord à l’équateur est de 5 130 740 toises, soit pour le mètre une longueur de 3 pieds 11,296 lignes de la toise du Pérou,. La valeur utilisée pour la détermination du mètre provisoire basée sur les mesures de Cassini avait été 5 132 430 toises, soit une différence de .... 0,03 %. Mais d’après les mesures prises par satellite aujourd’hui, la longueur du méridien entre le pôle et l’équateur est de 10 002 290 mètres. Autrement dit, le mètre qu’ont calculé Delambre et Méchain est trop court de 0,2 millimètre environ, ce qui le rapproche finalement de la mesure de Cassini.
Janéty, seul orfèvre à Paris et en France capable de fabriquer des objets importants en ce métal, est mis à contribution pour fournir une mousse de platine comprimée et martelée à chaud, à partir de laquelle Fortin ajuste l’étalon du kilogramme et Lenoir, celui du mètre. Ces deux étalons sont présentés au Conseil des Cinq-Cents et au Conseil des Anciens le 4 messidor an VII (22 juin 1799), puis déposés aux Archives de la République, dans l’armoire de fer où ils se trouvent toujours.
Le système métrique, système d'unités basé sur le mètre, est officiellement adopté en France avec la loi du 19 frimaire an VIII (10 décembre 1799) L'article 1er de la loi abroge la loi du 18 germinal an III et fixe une nouvelle valeur au mètre, celle définie par la commission internationale en avril 1799 :

« Article 1er - La fixation provisoire de la longueur du mètre, à trois pieds onze lignes quarante-quatre centièmes, ordonnée par les lois du 1er août 1793 et du 18 germinal an III, demeure révoquée et comme non avenue. Ladite longueur, formant la dix-millionième partie de l'arc du méridien terrestre compris entre le pôle nord et l'équateur, est définitivement fixée, dans son rapport avec les anciennes mesures, à trois pieds onze lignes deux cent quatre-vingt-seize millièmes. »

Les trois décennies suivantes, la France délaisse le système décimal et revient au système de mesures de l'Ancien régime. En 1812 Napoléon décrète l’introduction des mesures usuelles qui restent en vigueur jusqu’en 1840 sous le règne de Louis Philippe,. Les anciens noms des unités de longueur sont repris, mais la toise est cependant redéfinie en référence au mètre comme mesurant exactement deux mètres.

### Fabrication, vérification et diffusion des prototypes en France (1840-1870)

#### Système métrique obligatoire et organisation de la vérification des prototypes (1840)
Le marquis de Laplace présente à la Chambre, le 12 juin 1837, un rapport à la suite duquel « tous poids et mesures autres que les poids et mesures établis par les lois du 18 germinal an III et 19 frimaire an VIII, constitutives du système décimal », sont interdites à partir du 1er janvier 1840, notamment les mesures usuelles qui avaient été créées en 1812. Le système métrique devient dès lors obligatoire à partir de 1840. Larousse 1899 p848 Cette loi marque un tournant dans l'histoire de la propagation du Système métrique en France car non seulement cette loi rend obligatoire le nouveau système, mais elle définit également l'organisation de la vérification et la réglementation de tout ce qui touche à la construction des poids et des mesures.

#### Organisation de la vérification des prototypes dans les départements
L'ordonnance royale du 18 décembre 1825 avait déjà créé une nouvelle classe de fonctionnaires portant le titre de  vérificateurs. L'ordonnance du 17 avril 1839 organise le Service de vérificateurs départementaux des poids et mesures sous la surveillance des préfets. Ils sont en charge de la vérification de l’application des unités métriques et de la précision des instruments de mesure, pour assurer de justes échanges. Les candidats vérificateurs sont soumis à un examen spécial; ils sont nommés par le Ministre et doivent prêter serment. Il y en a un au moins par arrondissement ; la vérification se fait au domicile du commerçant, sauf pour les mesures neuves, qui doivent être présentées au bureau du vérificateur. Un décret du 25 mars 1852 donne aux préfets la nomination des vérificateurs, mais elle est rendue au ministre par le décret du 26 février 1873, relatif à l'organisation et au recrutement du service de la vérification.
Le ministre du Commerce Laurent Cunin-Gridaine déclare en novembre 1841 son intention d'étendre les comparaisons avec les puissances commerciales en relation avec la France et d’offrir à chaque état une collection d’étalons métriques (mètre, kilogramme et litre). Le Conservatoire national des arts et métiers produit et diffuse ces étalons métriques aux états, et 18 pays seront destinataires.

#### Création du bureau des prototypes et transfert au CNAM en 1848
La loi du 1er vendémiaire an IV, qui substitue le mètre à l'aune, pour Paris, à partir du 1er nivôse (22 décembre 1795) place l'Agence temporaire sous l'autorité du Ministre des Travaux publics. Mais, peu après, lors de la suppression de cette Agence, elle est réunie au Ministère de l'Intérieur où elle donne naissance à ce qu'on appela plus tard le Bureau des poids et mesures, le Bureau des prototypes, le Dépôt des prototypes. Ce Bureau se trouve mentionné notamment dans l'arrêté du Directoire du 27 pluviôse an VI, dans les ordonnances royales du 18 décembre 1825 et du 17 avril 1839, et il est chargé de vérifier les poids et mesures envoyés dans les bureaux de vérification. Il est ainsi destinataire des étalons en platine du mètre et du kilogramme à peu près contemporains de ceux des Archives, ainsi que d'autres instruments. Ce n'est que près de dix ans après, les instruments et les attributions du Bureau des prototypes sont transférés au Conservatoire des arts et métiers par arrêté du 28 avril 1848. Le Conservatoire devient dès lors le dépôt central des étalons et prototypes du Système métrique, ésormais placé sous la tutelle de l’administrateur et physicien, Claude Pouillet.

#### Vérifications des prototypes (1867-1869)
Les étalons du mètre et du kilogramme en platine détenus par le CNAM, qui lui viennnt du Bureau des prototypes, sont comparés officiellement à ceux des Archives en 1864 et peuvent dès lors faire foi pour ramener aux prototypes tous les nouveaux étalons qui leur seraient comparés. Il en ressort que  le mètre du Conservatoire est plus long que celui des archives de 3 millièmes de millimètre (procès-verbal du 5 mars 1864). Les résultats obtenus sont consignés dans un procès-verbal en date du 5 mars 1864 et approuvé par le Ministre le 16 avril suivant, pour servir de base aux opérations de vérifications officielles.
Une vérification décennale des étalons et instruments déposés dans les bureaux de vérification est en outre prévue par les ordonnances du 18 décembre 1825 et du 17 avril 1839. Elle aurait dû être faite pour la première fois en 1849, mais faute de crédits nécessaires, elle n'a lieu que de 1867 à 1869. Dans son rapport final à l'Empereur, le Ministre de l'agriculture et du commerce précise que « les 371 bureaux de vérification sont actuellement pourvus d'étalons du mètre, du kilogramme et du litre, d'une précision réglée par une tolérance de 1/100 000 au plus de la valeur rigoureuse, ce qui dépasse tous les besoins du service intérieur ».

### Fabrication du prototype international du mètre et diffusion des prototypes nationaux (1870-1889)
La fabrication des prototypes internationaux du mètre et la création du Bureau international des poids et mesures sont décidées à l'initiative des premières association scientifiques internationales créées en Europe dans la seconde moitié du XIXe siècle : l'Association internationale de géodésie, l'Organisation météorologique internationale, ainsi que l'Institut international de statistique.

#### Création des premières associations scientifiques internationales
Précurseur en Europe, l'Espagne adopte le mètre comme étalon géodésique. En 1866, elle adhére à l'Association internationale de géodésie encore en gestation et est représentée par Carlos Ibáñez e Ibáñez de Ibero,. Il avait conçu un appareil à mesurer les bases géodésiques de quatre mètres de longueur, étalonné sur la Toise de Borda (une copie de la Toise du Pérou construite pour la mesure de la longueur du méridien terrestre par Delambre et Méchain) dont la règle N° 1 servait d'étalon de référence pour la mesure de toutes les bases géodésiques en France,. Cet étalon géodésique devient l'étalon du mètre espagnol jusqu'à la réception des prototypes nationaux du mètre attribués à l'Espagne en 1889.  Par ailleurs, en 1832, Carl Friedrich Gauss avait étudié le champ magnétique terrestre et proposé d'ajouter la seconde aux unités de base du mètre et du kilogramme, sous la forme du système CGS (centimètre, gramme, seconde). En 1836, il fonda le Magnetischer Verein, première association scientifique internationale, en collaboration avec Alexander von Humboldt et Wilhelm Eduard Weber. La géophysique, ou l'étude de la Terre par la physique, a précédé la physique moderne et a contribué au développement de ses méthodes. Il s'agissait avant tout d'une philosophie naturelle, dont l'objet était l'étude de phénomènes naturels tels que le champ magnétique terrestre, la foudre et la pesanteur. La coordination de l'observation des phénomènes géophysiques en différents points du globe était primordiale et a conduit à la création des premières associations scientifiques internationales. La fondation du Magnetischer Verein fut suivie par la fondation de l'Association pour la mesure des degrés en Europe centrale (allemand : Mitteleuropäische Gradmessung) à l'initiative de Johann Jacob Baeyer en 1863, et de l'Organisation météorologique mondiale, présidée par Heinrich von Wild, en 1879. L'Institut international de statistique (ISI) est fondé en 1885, à l'occasion du jubilé de la Royal Statistical Society et du 25e anniversaire de la Société statistique de Paris. Ses origines remontent à une série de congrès internationaux de statistique, dont le premier, présidé par Adolphe Quetelet, s'est tenu à Bruxelles en 1853, à la suite de l'Exposition universelle de 1851 à Londres, organisée à l'initiative d'Albert de Saxe-Cobourg-Gotha, prince consort de la reine Victoria. Les 81 membres fondateurs de l'ISI constituent l'élite des statisticiens de l'époque au sein des administrations publiques et des académies scientifiques. À Rome en 1887, l'Association géodésique internationale et le Comité international des poids et mesures sont notamment représentés par leur président, Carlos Ibáñez e Ibáñez de Ibero, premier directeur de l'Institut géographique national espagnol, membre de l'Académie royale des sciences exactes, physiques et naturelles d'Espagne, membre honoraire de l'Académie nationale des sciences d'Argentine, correspondant de l'Académie des sciences, associé de l'Académie royale de Belgique, membre honoraire de l'Académie royale des sciences de Prusse et délégué de l'Espagne à la première session de l'ISI,.

#### Commission internationale du mètre de 1870
En 1869, l’Académie des sciences de Saint-Pétersbourg envoie un rapport signé par Otto Wilhelm von Struve, Heinrich von Wild et Moritz von Jacobi invitant l’Académie des Sciences à une action commune en vue d’assurer l’usage universel du système métrique dans tous les domaines de la science. La même année Napoléon III convoque la Commission internationale du mètre qui se réunit à Paris en 1870. La première réunion de la Commission à Paris se tient le 8 août 1870, malgré la guerre franco-prussienne qui vient d’éclater entre la France et l’Allemagne. Divers délégués, notamment ceux de la Prusse, de la Bavière et du Wurtemberg, sont toutefois absents.
Concernant le mètre, plusieurs décisions sont prises:
- Pour l’exécution du mètre international, on prend comme point de départ le mètre des Archives, dans l’état où il se trouve.
- Jusqu’à l’époque des comparaisons définitives, le mètre des Archives ne devra servir à aucune comparaison.
- Les comparaisons définitives devront être faites, en premier lieu, avec des touches cylindriques à génératrices verticales, et semblables à celles des comparateurs employés plus récemment, sous réserve d’employer ensuite tout autre moyen que les circonstances pourraient suggérer.
- Avant ces comparaisons, les détails des surfaces terminales devront être examinés. . . et, d’après les résultats, la Commission définira la longueur à donner au mètre international.

La Commission nomme un Comité de recherches préparatoires, destiné à procéder plus particulièrement aux essais exigés par le programme précédent, et aussi à servir de lien entre la Commission et ceux des délégués qui n'ont pas assisté aux premières réunions. Ce Comité est formé de la Section française à laquelle sont adjoints : Airy, Chisholm, Fôrster, Hirsch, Ibanez, Lang, Steinheir, Wild et Wrede.

#### Comité des Recherches préparatoires (1872)
La première séance du Comité des Recherches préparatoires a lieu à Paris en 1872.Il est décidé  de construire autant d’étalons identiques du mètre et du kilogramme que les États intéressés en voudraient réclamer, qu’ensuite l’un de ces mètres et l’un de ces kilogrammes devraient être choisis comme prototypes internationaux, par rapport auxquels les équations de tous les autres seront exprimées. Le nouvel étalon de longueur doit être un étalon à traits, mais comme certaines opérations de précision demandent des étalons à bouts, le Comité décidae que l’on construirait aussi un certain nombre d’étalons à bouts pour les pays qui en auraient exprimé le désir.
Les divers systèmes de comparateurs ont été évalués, pour trancher notamment entre les partisans de ce qu’on appela le Système français ou par déplacement longitudinal et les partisans du déplacement transversal préféré à l’étranger, et il est décidé d’en faire construire des deux systèmes. Pour la comparaison des mètres à bouts avec les mètres à traits, il est entendu que serait employée simultanément la méthode des palpeurs et la méthode optique de Fizeau, qui consistait à pointer le milieu de l’intervalle compris entre une pointe (ou un fil) et son image dans la surface terminale.
La matière dont seraient faits les prototypes fait l'objet de longues discussions. La grande majorité donnait la préférence au platine, allié à 10 % d’iridium, préconisé par Henri Sainte-Claire Deville. Sans prendre aucune résolution définitive, il est décidé la construction, avec cet alliage, de deux règles destinées à servir aux essais, et dont l’une serait tracée à la surface supérieure et l’autre sur le plan neutre. La température choisie est celle de zéro en raison de la facilité avec laquelle on peut l’obtenir avec exactitude. La manière de supporter les règles et de déterminer leur température exacte donna également lieu à des discussions nombreuses, mais on ne prit à ce sujet aucune résolution.
Enfin les conditions dans lesquelles seraient conservés les prototypes internationaux sont abordées. Les délégués étrangers sont à peu près tous d’accord pour proposer la fondation d’un Bureau international des poids et mesures qui serait chargé non seulement d’assurer la conservation de ces prototypes, mais encore de déterminer les équations des étalons nationaux par rapport aux prototypes internationaux, de comparer entre elles les diverses unités géodésiques employées dans les mesures de bases, etc. D’ailleurs, la France ayant eu l’initiative du Système métrique, on s’accordait à regarder Paris comme le siège tout désigné de ce Bureau.

#### Décision de créer un prototype international du mètre et échec des premiers essais de fabrication (1872-1874)
La commission internationale du mètre de 1872 prend plusieurs décisions majeures, avec en premier lieu celle de la création d’un prototype international du mètre et la fabrication de nouveaux prototypes du mètre en platine iridié, plus stables et résistants que les versions antérieures. Le mètre devait être défini comme la distance entre deux traits gravés sur une barre en platine-iridium à 0 °C. La Commission établit églement un programme de comparaison entre les étalons nationaux et les prototypes proposés, pour garantir une unification mondiale des mesures. Des institutions scientifiques internationales sont par ailleurs créées sur le principe (préparées à cette date : le Bureau international des poids et mesures (BIPM), le Comité international des poids et mesures (CIPM) et la Conférence générale des poids et mesures (CGPM), qui seront officialisés lors de la future Convention du Mètre de 1875. Une volonté politique forte de coopération scientifique entre nations est enfin affichée, au moment où les États se rendent compte qu’une uniformité dans les mesures est cruciale pour le commerce, l’industrie et la science.
Quand est décidé, en 1872, l'emploi du platine iridié, on n'avait pas encore obtenu de platine réellement pur, au moins en
quantité notable, et pour l'iridium, les méthodes de préparation et de purification étaient encore à créer, puisque ce que l'on considérait alors comme de l'iridium à peu près pur ne contenait que la moitié de ce métal : aidé par Henri Debray, avec qui il étudie depuis longtemps la métallurgie des métaux platiniques, H. Sainte-Claire Deville crée, pour la préparation de l'iridium en grandes masses, des méthodes nouvelles plus expéditives et plus sûres.. Pour assurer à tous les nouveaux étalons métriques la même composition, la Commission internationale demande que tous soient tirés d'un lingot unique, provenant d'une seule coulée : pour cela il fallait fondre en une seule fois 250 kg d'un alliage extrêmement réfractaire. L'entreprise s'avère difficile car, à Paris, la Section française n'a jamais coulé que de petites quantités de cet alliage et, à Londres, Matthey n'a pas réussi une fonte de 50 kg.

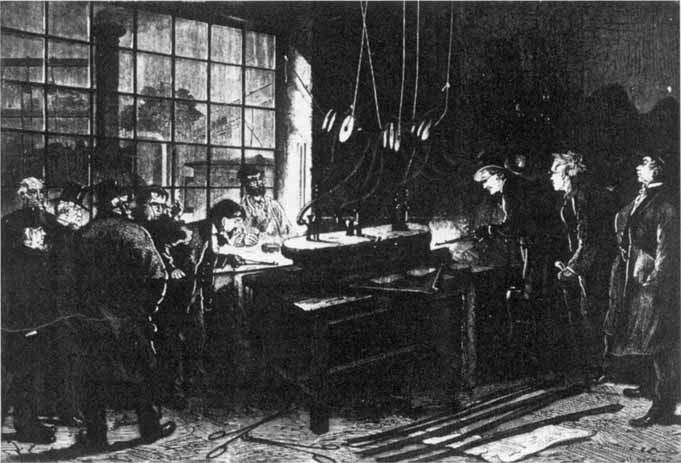
Préparation du premier alliage du mètre le 13 mai 1874, au Conservatoire des Arts et Métiers à Paris.

Le 6 mai 1873 le président Adolphe Thiers accompagné de plusieurs ministres (Jules Simon, le général de Cissey, Teisserenc de Bort) se rendent, au laboratoire de Sainte-Claire Deville, à l'École normale supérieure, pour assister à la coulée du platine qui doit former les premiers prototypes du mètre international. Un an plus tard, le 13 mai 1874, son successeur, le maréchal de Mac-Mahon, assiste au Conservatoire national des arts et métiers à
une autre fonte de platine-iridium. Après avoir été ébarbé, le lingot pesait 236 kg et avait les dimensions suivantes : 1,14 x 0,178 x 0,080 m. Il fut ensuite forgé, en juin, dans les établissements Farcot, et réduit ainsi en barres à section carrée de 25 mm de côté, qui furent ensuite étirées en X par M. Gueldry, directeur des forges d'Audincourt, qui avait déjà étiré de même les règles d'essai ou autres construites antérieurement. Mais une analyse chimique ultérieure révèle un niveau d'impuretés inacceptable et les tentatives sont abandonnées.

#### Convention du mètre (1875)
La Conférence diplomatique du mètre se réunit à Paris du 1er mars au 20 mai 1875. Deux camps sont en présence. Le premier souhaite la création d'un Bureau international des poids et mesures en France. Le second camp penche pour le maintien du statu quo en faveur du Conservatoire. La délégation française elle-même apparaît divisée entre la position de la République prônant la création du Bureau international des poids et mesures et la France du Conservatoire représentée par le général Morin. Dans un premier temps, la France adopte une position officielle neutre, tout en laissant le général Morin manœuvrer secrètement auprès des délégations étrangères dans l'intérêt du Conservatoire. Une troisième voie est envisagée, à savoir la création en Suisse du Bureau international des poids et mesures. Cette option semble d'emblée avoir peu de chance de succès en raison du fort soutien de l'Espagne et de l'Italie à la création du Bureau international à Paris. Après un ultimatum de Wilhelm Foerster, le délégué allemand, la délégation française se positionne officiellement en faveur de la création du Bureau international des poids et mesures.
La nature internationale des nouveaux étalons du mètre est assurée par un traité, la Convention du mètre, signée à Paris le 20 mai 1875. Le traité établit une organisation internationale, le Bureau international des poids et mesures (BIPM), pour conserver les prototypes — qui deviennent propriétés conjointes des nations signataires — et pour effectuer des comparaisons régulières avec les étalons nationaux. En reconnaissance du rôle de la France dans la conception du système métrique, le BIPM est basé à Sèvres, près de Paris. Cependant, en tant qu'organisation internationale, le BIPM est sous le contrôle ultime d'une conférence diplomatique, la Conférence générale des poids et mesures (CGPM), plutôt que du gouvernement français,.
L'analyse chimique de l'alliage produit en 1874 par la section française révèle une contamination par du ruthenium et du fer, ce qui conduit le Comité international des poids et mesures à rejeter, en 1877, les prototypes produits par la section française à partir de l'alliage de 1874. Il semblait également à l'époque que la production de prototypes avec un profil en X n'était possible que par le procédé d'extrusion, qui entraînait une contamination par le fer. Cependant, il s'est rapidement avéré que les prototypes conçus par Henri Tresca pouvaient être produits par fraisage. Sans l'intervention de Carlos Ibáñez e Ibáñez de Ibero, un membre du Comité préparatoire depuis 1870 et président du Comité permanent de la Commission internationale du mètre, ce problème aurait pu étouffer dès sa naissance l'organisme nouveau créé par la Convention du Mètre. Il intervient en effet auprès de l'Académie française des sciences pour rallier la France au projet de création d'un Bureau international des poids et mesures doté des moyens scientifiques nécessaires pour redéfinir les unités du système métrique en fonction des progrès de la science
.
En Angleterre, Matthey se dit prêt à relever le défi de fabrication des alliages et réalise trois fontes en 1878. Au final, il apparaît que les alliages réalisés offrent un degré de pureté tel que la quantité de métaux étrangers ne s'élève pour l'un d'eux qu'à 0,4 et, pour les autres, qu'à 0,2 de la tolérance fixée. Enfin le rapport de l'iridium au platine est si strictement dans les limites de la tolérance fixée, que l'alliage est au titre droit, à la moitié de la tolérance de 0,0025.

#### Fabrication de 30 prototypes (1882-1888)
Johnson et Matthey, qui deviendront plus tard Johnson Matthey Limited, sont chargés par traité en date du 23 avril 1882 de produire l'alliage à l'aide de techniques améliorées mises au point pendant plusieurs années par George Matthey, en étroite collaboration avec Sainte-Claire Deville et son assistant Henri Debray ref .

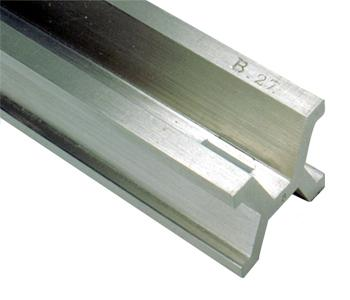
Le prototype du mètre no 27, en alliage de platine-iridium, devenu l'étalon de référence américain.

L’alliage n'est prêt que vers le mois d’octobre 1885, et les mètres sont livrés graduellement à la Section française dans la seconde partie de l’année 1886. Une fois rabotées, ces règles sont analysées. Celles qui remplissent les conditions du traité passent alors dans les mains des frères Brunner qui les dressent, puis elles sont polies au Conservatoire aux points qui doivent recevoir les traits, puis tracées et soumises au Comité, qui admet celles dont les équations se trouvent satisfaisantes . La Section française achève de livrer les règles en mars 1888. L’ébarbage des traits est fait au Bureau international qui, de son côté, commençe les comparaisons le 18 avril 1888. Leur dilatation est étudiée au Bureau international, soit avec le comparateur de dilatation sur les règles elles-mêmes, soit par la méthode interférentielle de Fizeau, sur des fragments prélevés aux deux bouts de ces règles. Le comparateur à dilatation permet de procéder soit d’une manière absolue, en comparant la règle, portée à diverses températures, à une autre règle maintenue à température constante, soit d’une manière relative. . La méthode absolue étantbien plus longue, pour ne pas trop retarder la distribution des nouveaux prototypes, on se contente de choisir comme témoin de dilatation la règle n° 6 qui, par un hasard heureux, se trouve ensuite avoir l’équation la plus faible et est devenue de ce fait le prototype international. Tous les mètres sont comparés à cette règle à 8 températures différentes, à savoir 4 températures ascendantes (0°, 11°, 22°, 33°) et 4 températures descendantes (38°, 27°, 16°, 5°).

#### Choix du prototype international et répartition des prototypes nationaux (1889)
Parmi la série des 30 étalons réalisés, la Conférence sélectionne le 26 septembre 1889 la règle n°6 comme mètre international et adopte la résolution suivante « [...] Considérant que les équations des mètres nationaux, par rapport au mètre international, sont renfermées dans la limite de 0,01 de millimètre, et que ces équations reposent sur une échelle thermométrique à hydrogène, qu’il est toujours possible de reproduire, à cause de la permanence de l’état de ce corps, en se plaçant dans des conditions identiquesLe prototype du mètre choisi par le Comité international; [...]Le prototype international du mètre, représentera désormais, à la température de la glace fondante, l’unité métrique de longueur.[...] ».
La répartition des prototypes nationaux est ensuite faite par tirage au sort. Le CIPM présente officiellement les exemplaires du Mètre et du Kilogramme à la 1re CGPM en 1889 qui les accepte comme prototypes internationaux. Ils sont alors déposés, à 9 mètres sous terre, dans un des caveaux du Pavillon de Breteuil, le mètre étant dans un étui métallique. À la différence du mètre des Archives, le prototype international est un étalon à traits ; ainsi, le mètre est défini comme la distance entre deux lignes marquées sur la barre, évitant ainsi les problèmes d'usure liés à l'utilisation des étalons à bouts.
Le prototype n°27, alloué aux États-Unis, est réceptionné et déballé le 2 janvier 1891 à la Maison Blanche, lors d'une cérémonie solennelle, en présence du président des États-Unis, qui l'accepte comme prototype national du mètre. Il est ensuite immédiatement remballé, scellé dans son étui métallique et transporté au Bureau des poids et mesures standard, où il est resté jusqu'à la création du Bureau des normes, le 1er juillet 1901, date à laquelle il a été transféré au Bureau avec les autres appareils appartenant au Bureau des poids et mesures standard. Il reste emballé et scellé dans son coffret jusqu'à quelques semaines avant son départ pour l'Europe, où il est comparé en 1903 au mètre n° 21, qui est exactement similaire au n° 27, à l'exception des lignes et des surfaces qui ne sont pas aussi parfaites que celles du n° 27, en raison de son emballage fréquent dans de la glace pilée. Il apparait que la N° 27 est plus courte de 4 µm que l'étalon international et la N° 21 est plus longue de 2,45 µm, d’où une écart total de 0,73 µm entre les deux barres.

### Ajustement technique de la définition du mètre (1927)
Sauf un intervalle exceptionnel entre 1913 et 1920 (puis 1921), le Comité a tenu ses séances tous les deux ans. Le nombre de ses membres, primitivement de 14, a été porté à 18 par la Conférence de 1921. Les principales décisions techniques prises par les Conférences et par le Comité international après 1889 concernent la valeur de l'intensité normale de la pesanteur, l'échelle internationale de température, le Mètre international, la longueur d’onde étalon, la définition du Litre, la température de définition des calibres industriels.

#### Premières comparaisons par interférométrie (1909-1910)
Toute mesure de longueur consiste à comparer la longueur à mesurer avec l’étalon de longueur. En métrologie ordinaire, cet étalon est une règle divisée comparée plus ou moins directement avec le mètre étalon. Par contre en métrologie interférentielle, la règle de comparaison est un rayon de lumière monochromatique, c’est-à-dire composé d’une couleur pure. Les avantages sont nombreux. Tout d’abord, la précision obtenue est très grande à cause de la petitesse de la longueur d’onde de la lumière (l'espacement de deux maxima successifs). D’autre part, une fois la comparaison effectuée entre une couleur de référence et le mètre étalon, chacun aura à sa disposition une règle divisée de grande précision.
Les premières comparaisons entre une longueur d’onde de référence et le mètre étalon datent de la fin du XIXe siècle, et sont réalisées par Albert Michelson en 1893 au Bureau international des poids et mesures. En 1909, Charles Fabry et Alfred Perot utilisent leur interféromètre pour améliorer sensiblement la précision des mesures. En décembre 1909, la raie rouge du cadmium est choisie pour servir de règle divisée. Elles établissent que le mètre contient 1 553 164,13 fois la longueur d’onde de la raie rouge du cadmium, avec une précision d’environ le dix millionième, soit avec un écart de 0,1 μm sur le mètre. La précision obtenue est la même que celle des règles définissant le mètre étalon. Par la suite, la précision des comparaisons du mètre en longueur d’onde sera telle que la définition du mètre changera en 1960 pour devenir la longueur égale à 1 650 763,73 longueurs d’onde, dans le vide de la radiation correspondant à la transition entre les niveaux 2p10 et 5d5 de l’atome de krypton 86.

#### Conditions d'emploi et d'observation du mètre international (1927)
La première (et unique) comparaison ultérieure des copies nationales avec le prototype international est menée entre 1921 et 1936,, et indique que la définition du mètre est préservée à 0,2 µm près. À l'époque, il s'avère qu'une définition plus formelle du mètre est nécessaire (la décision de 1889 disait seulement : « le prototype représentera désormais, à la température de la glace fondante, l'unité métrique de longueur »), ce qui est décidé lors de la 7e CGPM en 1927.

« L'unité de longueur est le mètre, défini par la distance, à 0°, des axes des deux traits médians tracés sur la barre de platine iridié déposée au Bureau international des poids et mesures, et déclarée Prototype du mètre par la Première Conférence générale des poids et mesures, cette règle étant soumise à la pression atmosphérique normale et supportée par deux rouleaux d'au moins un centimètre de diamètre, situés symétriquement dans un même plan horizontal et à la distance de 571 mm l'un de l'autre. »

Les spécifications concernant le soutien de la barre correspondent aux points d'Airy (en) du prototype — les points sont séparés par une distance correspondant au 4⁄7 de la longueur totale de la barre, de manière que sa flexion soit réduite au minimum.
Des comparaisons minutieuses avec plusieurs étalons de la toise montrèrent que le mètre international n'était pas exactement égal à 443,296 lignes de la toise, mais inférieur de 1/75 000 à cette longueur, soit de 13,333 μm.

#### Nouvelle définition provisoire du mètre, premier pas vers la dématérialisation du mètre (1927)
La 7ème CGPM souligne également que, dans l'état actuel des  connaissances, il est recommandé que la Conférence adopte, comme étalon fondamental pour la longueur des ondes lumineuses, la longueur d'onde de la radiation rouge émise par ln vapeur de cadmium, déterminée par les expériences de M Benoit, Fabry et Perol. ref p52
« D'après ces expériences, la longueur d'onde de celle radiation est 643,84696. 10-9 mètre, lorsque la lumière se propage dans l'air sec à 15° (échelle de l'hhydrogène) à la pression de 760 mm de mercure, g équivalant à 980,665 cm/sec2, valcur normale de la pesanteur. La lumière doit être produite par un courant électrique de haute tension, continu ou alternatif, de fréquence industrielle (à l'exclusion de la haute fréquence), dans un tube à vide 3Jaut des électrodes intérieures. La lampe doit avoir un volume ne dépassant pas 25cm3 et un tube capillaire dont le diamètre ne soit pas inférieur à 2mm. Elle doit ètre maintenue à 
une température voisine de 320,0°C, et la valeur du courant qui la traverse ne doit pas excéder 0,02 ampère. A la température ambiante, le tube ne doit pas ètre lumineux lorsque le circuit à haute tension y est établi. 
La valeur du Mètre exprimée d'une façon provisoire en longueur d'onde de la raie rouge du cadmium dans les conditions spécifiée ci-dessus est égale 1553164,13 jusqu'à la précision du ddernier chiffre inscrit. »
On possède alors deux unités de longueur : le Mètre 1889 à traits, défini et reproductible à ± 0,1 μm près, et le Mètre optique, reproductible à ~ 0,02 μm près. ref p47.

### Le mètre, unité de base d'un futur système pratique à six unités de base (1954)
La Dixième Conférence générale des poids et mesures, en exécution du voeu exprimé dans sa résolution 6 par la Neuvième Conférence générale concernant l’établissement d’un système international d'unités de mesure, décide d’adopter comme unités de base de ce système à établir, les unités suivantes : le mètre (longueur), le kilogramme (masse), la seconde (temps), l'ampère (intensité de courant électrique), le degré Kelvin (température thermodynamique) et la candela (intensité lumineuse). Le Comité International 
ouvre une enquête sur l'établissement de ce système pratique d'unités de mesure susceptible d'être adopté par tous les pays.
[brochure 9 p52] ref p18

## Définition à partir du krypton

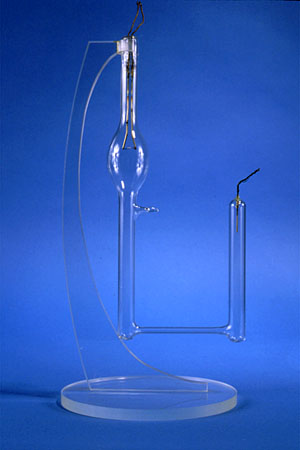
Une lampe à krypton 86 utilisée pour définir le mètre entre 1960 et 1983.

Les premières mesures interférométriques menées avec le prototype international du mètre sont celles d'Albert A. Michelson et Jean-René Benoît (1892–1893) et de Benoît, Fabry et Perot (1906), toutes deux utilisant la ligne rouge du cadmium. Ces résultats, qui utilisent la longueur d'onde de la ligne du cadmium (λ ≈ 644 nm), ont mené à la définition de l’ångström comme unité secondaire de longueur pour des mesures spectroscopiques, d'abord par l'Union internationale en faveur de la coopération pour la recherche solaire (en) (1907) puis par le CIPM (1927),,. Le travail de Michelson sur la « mesure » du mètre-étalon à moins d'un dixième de longueur d'onde (<0,1 µm) est une des raisons de son prix Nobel de physique en 1907,,.
Dans les années 1950, l’interférométrie est devenue la méthode de choix pour des mesures précises de longueur, mais il demeurait un problème pratique imposé par le système d'unités utilisé. L'unité naturelle pour exprimer une longueur mesurée par l'interférométrie est l'ångström, mais ce résultat devait être converti en mètres par un facteur de conversion expérimental – la longueur d'onde de la lumière utilisée mesurée non pas en ångströms mais en mètres. Ceci ajoutait une incertitude de mesure supplémentaire pour chaque résultat de longueur en mètres, a priori et a posteriori de la mesure interférométrique effective. La solution était de définir le mètre de la même façon que l'ångström avait été défini en 1907, à savoir selon la meilleure mesure interférométrique disponible.
Les avancées en technique expérimentale et en théorie ont montré que la ligne du cadmium est en réalité un groupe de lignes très rapprochées, en raison de la présence de différents isotopes dans le cadmium naturel (8 en tout). Pour obtenir la ligne la plus précise, il est nécessaire d'utiliser une source mono-isotopique et cette source doit contenir un isotope avec un nombre pair de protons et de neutrons (pour avoir un spin nul). Plusieurs isotopes du cadmium, du krypton et du mercure remplissent cette condition de spin nul et ont des lignes claires dans le spectre visible de la lumière. À température ambiante, le krypton est un gaz permettant un enrichissement isotopique plus simple et des températures d'opération plus basses pour la lampe (réduisant ainsi l'élargissement de la ligne par effet Doppler), aussi la ligne orange de l’isotope 86 du krypton (λ ≈ 606 nm) est choisie comme longueur d'onde standard,. Ainsi, la 11e CGPM de 1960 décide d'une nouvelle définition du mètre:

« Le mètre est la longueur égale à 1 650 763,73 longueurs d'onde dans le vide de la radiation correspondant à la transition entre les niveaux 2p10 et 5d5 de l'atome de krypton 86. »

La mesure de la longueur d'onde de la ligne du krypton n'a pas été comparée directement au prototype international du mètre ; au lieu de cela, le rapport de la longueur d'onde dans le vide de la ligne du krypton sur celle de la ligne du cadmium a été déterminée. Il a ensuite été comparé à la longueur d'onde de la ligne du cadmium dans l’air (avec correction pour l'indice de réfraction de l'air), déterminée en 1906 par Fabry et Perot,. Ce procédé a rendu possible une traçabilité vis-à-vis du prototype du mètre et également vis-à-vis de l'ancienne définition de l’ångström.

## Définition à partir de la lumière

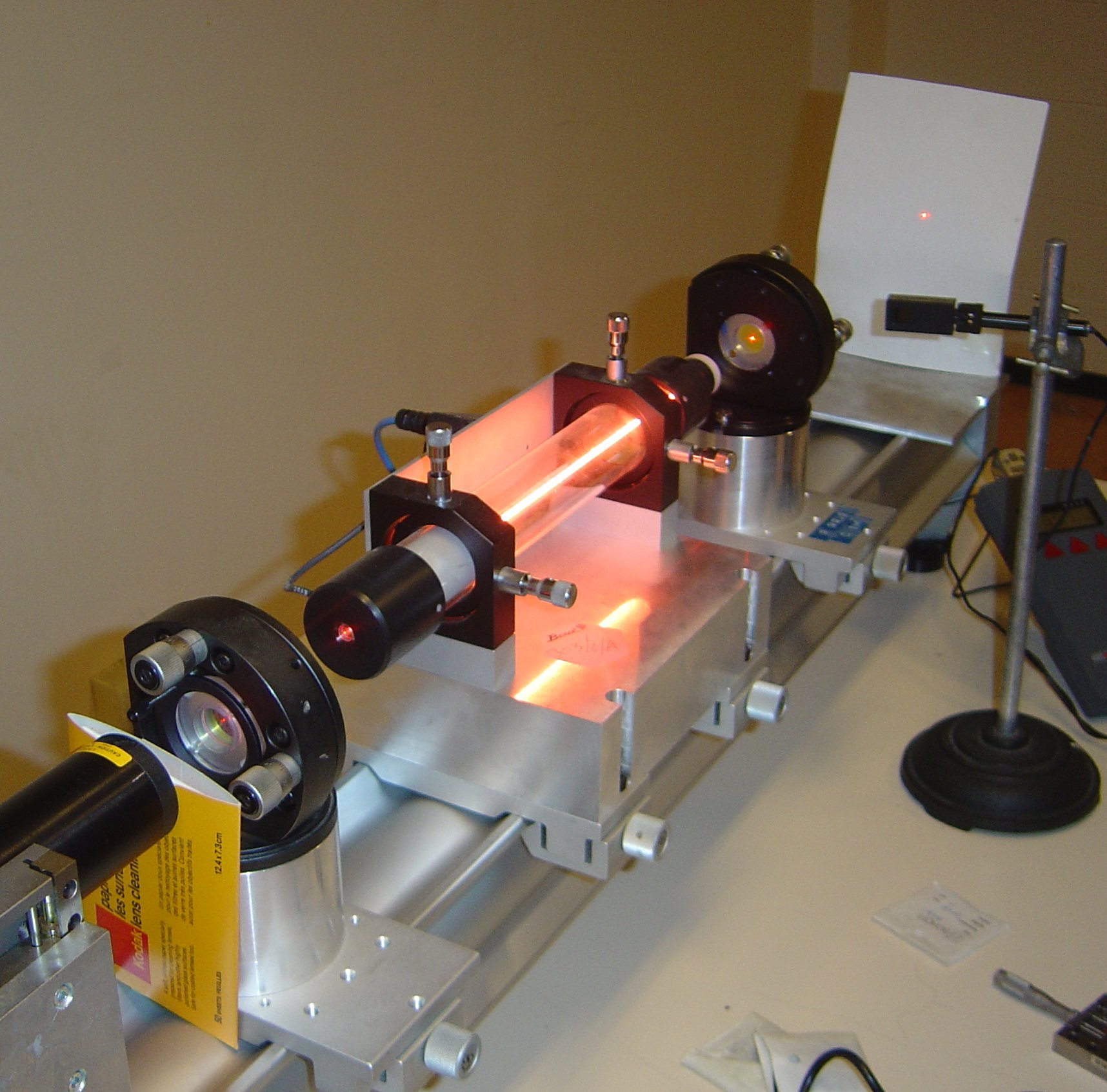
Un laser hélium-néon au laboratoire Kastler-Brossel, Université Paris VI.

La lampe à décharge du krypton-86 fonctionnant au point triple de l'azote (63,14 K, −210,01 °C) était la source de lumière de base dans l’état de l'art de l'interférométrie en 1960, mais elle fut vite dépassée par une nouvelle invention : le laser, dont la première version de travail a été construite la même année que la redéfinition du mètre. La lumière du laser est habituellement très monochromatique, et également cohérente (toute la lumière a la même phase, contrairement à la lumière d'une lampe à décharge), deux avantages pour l'interférométrie.
Les limites de l'étalon basé sur le krypton ont été démontrées par la mesure de la longueur d'onde de la lumière d'un laser hélium-néon stabilisé par méthane (λ ≈ 3,39 µm). La ligne du krypton s'est avérée asymétrique, ainsi différentes longueurs d'onde pouvaient être trouvées pour le laser selon le point sur la ligne du krypton prise comme référence. L'asymétrie affecte aussi la précision pour laquelle les longueurs peuvent être mesurées,.
Les développements en électronique ont aussi rendu possible, pour la première fois, la mesure de la fréquence de la lumière dans des régions proches du spectre visible, au lieu d'induire la fréquence par la longueur d'onde et la vitesse de la lumière. Bien que les fréquences des ondes visibles et infrarouges fussent toujours trop hautes pour être mesurées, il était possible de construire une « chaîne » de fréquences de laser qui, par un facteur adapté, diffèrent de chacune d'une fréquence directement mesurable dans la région des micro-ondes. La fréquence de la lumière du laser stabilisé au méthane a été mesurée à 88,376 181 627(50) THz,.
Les mesures indépendantes de fréquence et de longueur d'onde reviennent à mesurer la vitesse de la lumière (c = fλ), et les résultats par le laser stabilisé au méthane ont donné une valeur pour la vitesse de la lumière avec une incertitude de mesure presque 100 fois plus petite que les mesures précédentes dans la région des micro-ondes. Dans les faits, les résultats ont donné deux valeurs pour la vitesse de la lumière, selon le point choisi sur la ligne du krypton pour définir le mètre. Cette ambiguïté a été résolue en 1975 quand la 15e CGPM a approuvé une valeur conventionnelle de la vitesse de la lumière d'exactement 299 792 458 m  s−1.
Néanmoins, la lumière infrarouge d'un laser stabilisé au méthane n'était pas idéale pour l'interférométrie. C'est en 1983 que la chaîne de mesures de fréquences a atteint la ligne de 633 nm du laser hélium-néon, stabilisé par de l'iode,. La même année, la 17e CGPM adopte la définition actuelle du mètre, selon la valeur conventionnelle de la vitesse de la lumière fixée en 1975:

« Le mètre est la longueur du trajet parcouru dans le vide par la lumière pendant une durée de 1⁄299792458 de seconde. »

Cette définition est reformulée en 2018. Ainsi, depuis le 20 mai 2019, le mètre :

« […] est défini en prenant la valeur numérique fixée de la vitesse de la lumière dans le vide, c, égale à 299 792 458 lorsqu'elle est exprimée en m/s, la seconde étant définie en fonction de ΔνCs. »

L'idée de définir une unité de longueur selon une unité de temps a été critiquée, bien qu'elle soit similaire à la proposition originale de John Wilkins, en 1668, qui définissait l'unité de longueur universelle par le pendule simple. Dans les deux cas, le problème pratique est que le temps peut être mesuré plus précisément que la distance (une partie en 1013 pour une seconde en utilisant une horloge au césium au lieu de quatre parties en 109 pour le mètre en 1983),. La définition en termes de vitesse de la lumière signifie aussi que le mètre peut être mesuré en utilisant n'importe quelle source de lumière de fréquence connue, au lieu de définir une source précise à l'avance. Sachant qu'il y a plus de 22 000 lignes dans le spectre visible de l’iode, dont l'une quelconque pourrait être utilisée pour stabiliser une source laser, les avantages de la flexibilité sont évidents.